# Finlandia bajo el dominio sueco
En la historia sueca y finlandesa, Finlandia bajo el dominio sueco corresponde al período histórico en el que la mayor parte del territorio que luego pasó a constituir Finlandia era parte integral de Suecia. El punto de partida del dominio sueco es incierto y controvertido. Hay pruebas históricas del establecimiento del dominio sueco en Finlandia desde mediados del siglo XIII en adelante.
En 1721 como resultado de la Gran Guerra del Norte, terminó el dominio sueco en la mayor parte de la llamada Antigua Finlandia, la parte sureste de los territorios finlandeses. Suecia cedió el resto de la Antigua Finlandia en 1743 tras la guerra de los Sombreros (1741-1743). El 17 de septiembre de 1809, el período de dominio sueco sobre el resto de Finlandia llegó a su fin cuando se firmó el Tratado de Hamina, que puso fin a la Guerra Finlandesa. Como resultado, el tercio oriental de Suecia fue cedido al Imperio ruso y se estableció como autónomo el Gran Ducado de Finlandia.

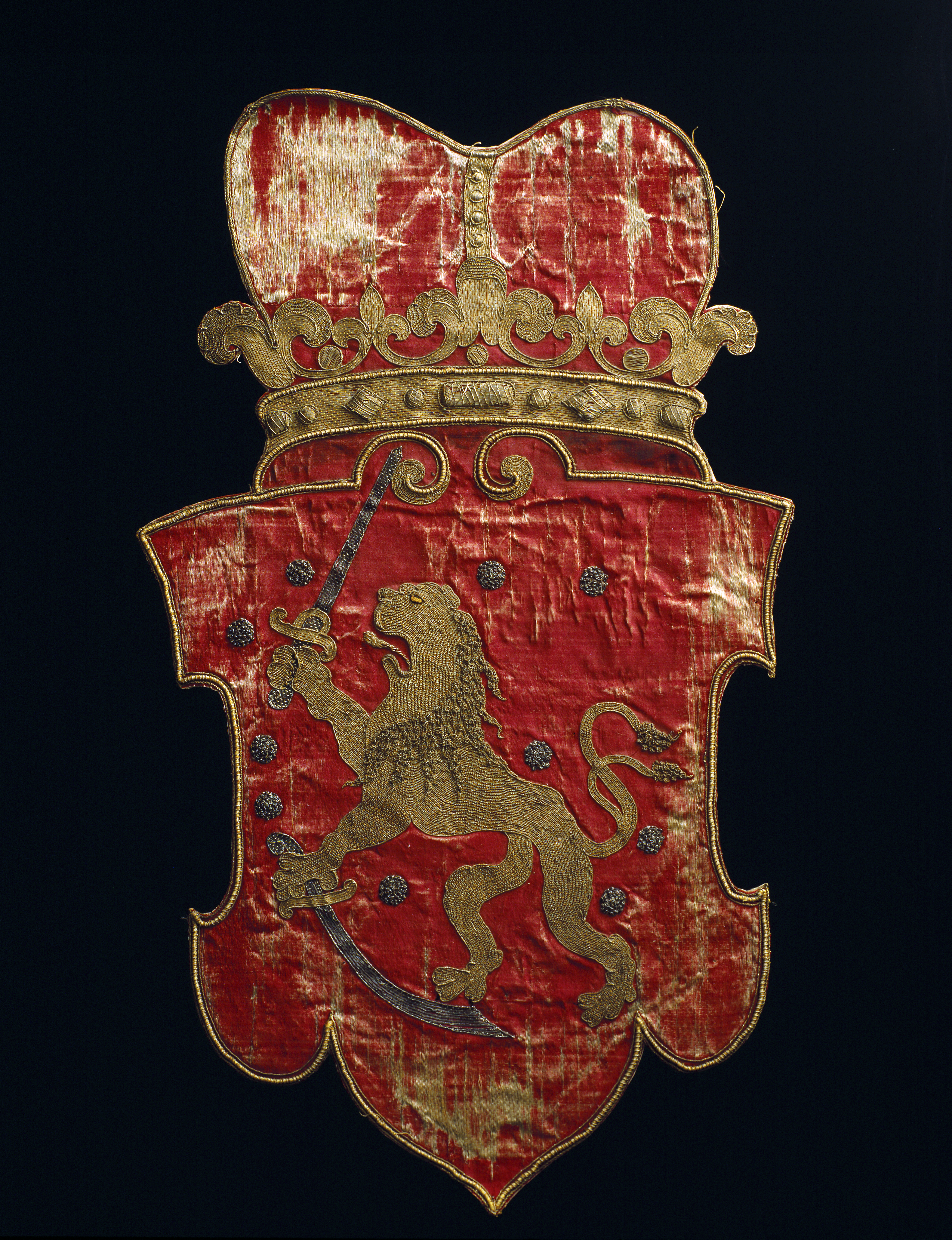
Escudo de armas de Finlandia de 1633, bajo el Imperio sueco

El dominio sueco en la zona de la actual Finlandia comenzó como resultado de las cruzadas bálticas. La clase alta finlandesa perdió su posición y sus tierras ante la nueva nobleza sueca y alemana y ante la Iglesia católica. La colonización sueca de Finlandia de algunas zonas costeras con población cristiana fue una forma de retener el poder en las antiguas zonas paganas que habían sido conquistadas. Se ha estimado que hubo miles de colonos. La colonización condujo a varios conflictos entre los colonos y la población local que se han registrado en el siglo XIV. En las zonas colonizadas, la población finlandesa perdió principalmente sus derechos de pesca y cultivo ante los colonos. Aunque las provincias finlandesas eran parte integral del Reino de Suecia con los mismos derechos y deberes legales que el resto del reino, los súbditos suecos de habla finlandesa enfrentaron desafíos comparativos al tratar con las autoridades, ya que el sueco se estableció como el único idioma oficial del gobierno. De hecho, en Suecia seguía existiendo una opinión ampliamente aceptada de que los finlandeses eran, en principio, un pueblo separado y conquistado y, por lo tanto, no necesariamente tenían derecho a recibir un trato equitativo con los suecos. Los reyes suecos visitaban Finlandia en raras ocasiones y en los textos suecos contemporáneos se solía retratar a los finlandeses como primitivos y con un idioma inferior. Aproximadamente la mitad de los impuestos recaudados en Finlandia se utilizaban en el país, mientras que la otra mitad se transfería a Estocolmo.
Bajo Suecia, Finlandia fue anexionada como parte del dominio cristiano occidental y del orden cultural, comunitario y económico de Europa occidental, sobre el que se fundaron la economía de mercado, los gobiernos constitucionales y los principios legalistas. Finlandia era la frontera oriental del reino, lo que trajo consigo muchas guerras e incursiones a esas áreas. El idioma finlandés, que data de tiempos prehistóricos, y algunas partes de la religión y la cultura del folclore permanecieron bajo el dominio sueco, aunque cambiaron a medida que se adaptaban a las nuevas circunstancias. Por ejemplo, en este período el finlandés adoptó el alfabeto latino como su sistema de escritura y se han documentado aproximadamente 1100 préstamos suecos, aunque la mayoría de ellos son originalmente del latín o del griego.
El historiador sueco Peter Englund ha señalado que Finlandia, gobernada por Suecia, no era tanto parte de una unión nacional o una provincia como «la mitad oriental del reino que fue prácticamente destruido en 1809, cuando ambas partes siguieron caminos separados». Englund piensa que el período de Suecia como superpotencia fue «propiedad» común de Suecia y Finlandia, porque el ascenso como superpotencia habría sido imposible para una nación pobre sin los recursos de la parte oriental del reino. Durante un tiempo, la mayoría de los historiadores consideraron que los finlandeses fueron los primeros habitantes de Suecia junto con los sami. Esto también lo creían algunos historiadores suecos, como Olof von Dalin (siglo XVIII), que los consideraba una de las diez tribus perdidas de Israel de la Biblia. Este cambio de actitud se debió en gran medida a la necesidad de crear una base más igualitaria durante la decadencia del Imperio sueco. Todavía enfrentaban dificultades para tratar con las más altas autoridades suecas en finlandés y a una falta de publicaciones en finlandés.

## Edad Media (c. 1150-1523)

### Finlandia pasa a formar parte de Suecia

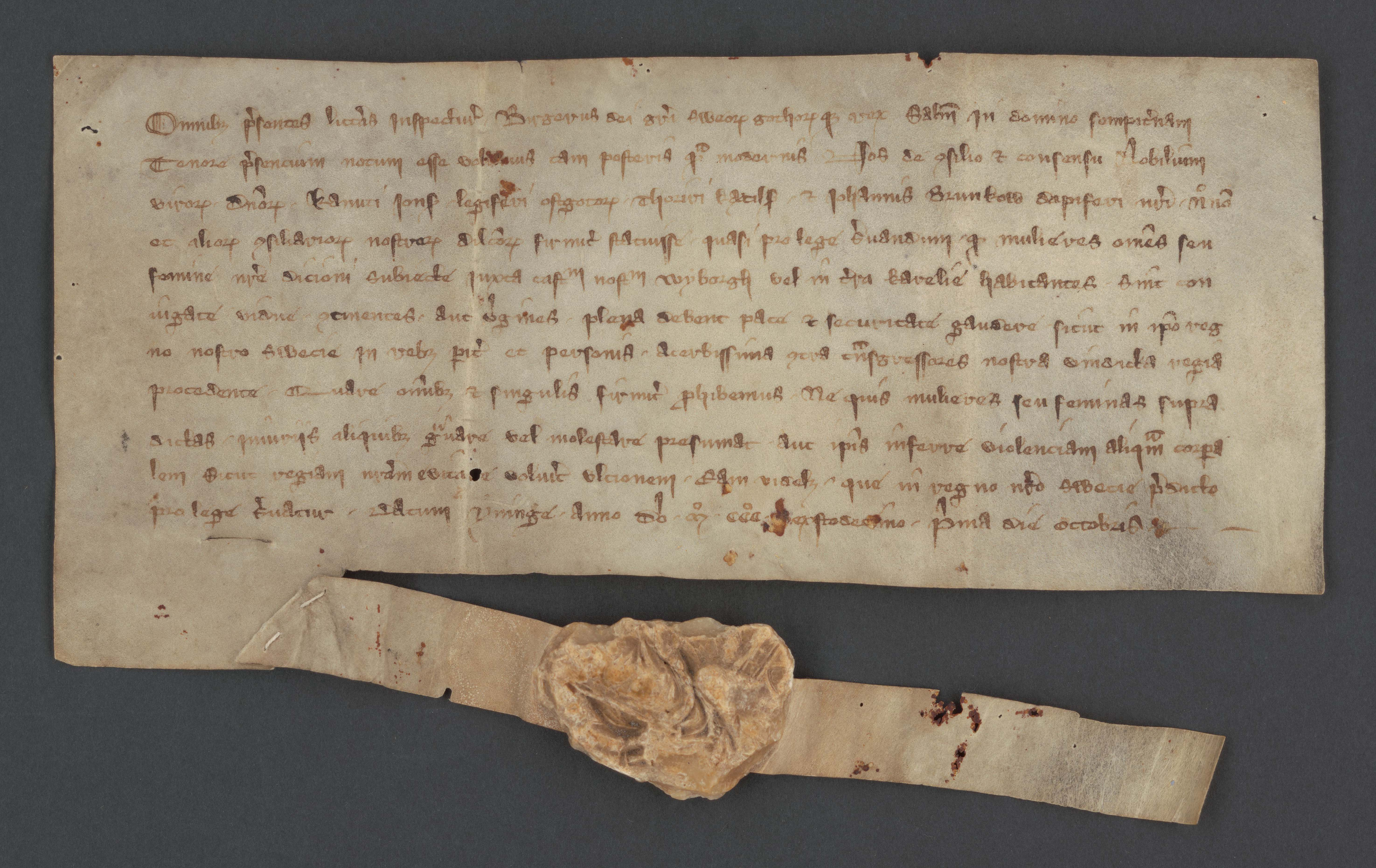
La carta del rey Birger (r.1290-1319) a las mujeres de Carelia de 1316 es el documento original más antiguo que se conserva en Finlandia.

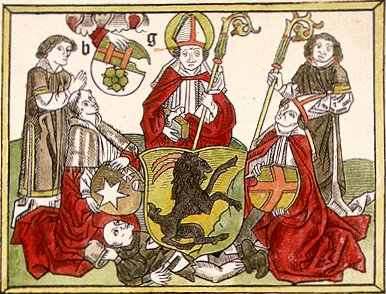
El obispo Enrique y su asesino, Lalli

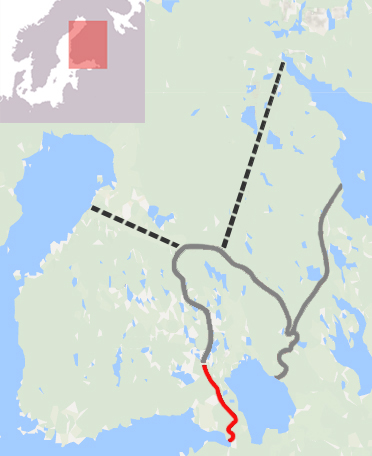
Vista de la frontera de dos brazos establecida en el tratado de Nöteborg: en rojo, la sección indiscutible de la frontera; de trazos negros, las dos ramas de la frontera; y en gris, la frontera que estaba en uso en el siglo XVI.

El punto de partida del dominio sueco está rodeado de una gran incertidumbre y está relacionado con los esfuerzos de la Iglesia católica por difundir la fe en la región oriental del mar Báltico y con las cruzadas bálticas.
Según la leyenda de Erico el Santo, escrita en la década de 1270, el rey de Suecia Erico el Santo (r. 1156-1160) y el obispo inglés Enrique hicieron la primera cruzada sueca al suroeste de Finlandia en la década de 1150. Según la crónica y otras fuentes, el obispo Enrique convertía a la gente al cristianismo en las áreas de Finlandia Propia y Satakunta durante la cruzada. La cruzada, que se ha datado hacia 1155, probablemente podría no haber ocurrido nunca. Además, se sabe que la cristianización de la parte suroeste de Finlandia ya había comenzado en el siglo X y que en el siglo XII la zona probablemente sería casi completamente cristiana. Según la Crónica de Erico, el reino sueco hizo dos cruzadas a Finlandia en el siglo XIII. La llamada segunda cruzada contra los tavastianos se llevó a cabo en 1249-1250 y la llamada tercera cruzada contra los carelios en 1293. Según las fuentes históricas, el motivo de las cruzadas, además de difundir la fe católica, fueron las numerosas incursiones que las tribus finlandesas hicieron en Suecia. El papa Alejandro IV incluso aceptó el matrimonio entre el rey sueco Valdemar y Sofía, hija del rey danés Erico IV, para que pudieran repeler mejor los ataques paganos.
En el siglo XIV, con el éxito de las cruzadas y la colonización parcial de la costa finlandesa por colonos cristianos suecos, lo que hoy es Finlandia occidental y meridional y el istmo de Carelia ya se habían convertido en parte de Suecia, de la Iglesia católica y de la diócesis de Upsala. Carelia oriental, la región de Käkisalmi y la Carelia del Ladoga mantuvieron sus vínculos con la Iglesia ortodoxa oriental y con Nóvgorod.
El Tratado de Nöteborg, firmado en 1323 entre Suecia y la República de Nóvgorod, fue el primer tratado que definió la frontera oriental del reino sueco y Finlandia, al menos en el caso de Karelia. La frontera en el norte de Finlandia permaneció incierta. Sin embargo, Suecia incorporó a su reino la población finlandesa de las costas de Ostrobotnia del Norte en el siglo XIV.
En el siglo XIV, los suecos todavía no llamaban comúnmente a Finlandia Suomi o Finland, aunque estas designaciones se habían utilizado durante mucho tiempo. Por ejemplo, la primera crónica de Novgorod (Novgorodin ensimmäinen kronikka) habla de finlandeses (sum) y las piedras rúnicas (Riimukivi U 582) hablan de vikingos que murieron en Finlandissa. El nombre Suomi significó y significó durante mucho tiempo la actual región de Varsinais-Suomen (Finlandia Propia). Por esta razón, los suecos utilizaron el nombre Österland, es decir, 'tierras del este' para la zona más amplia del sur de Finlandia alrededor de 1350-1470. Antes, las regiones se denominaban en plural países del Este.

#### Finlandia como parte del reino de Suecia

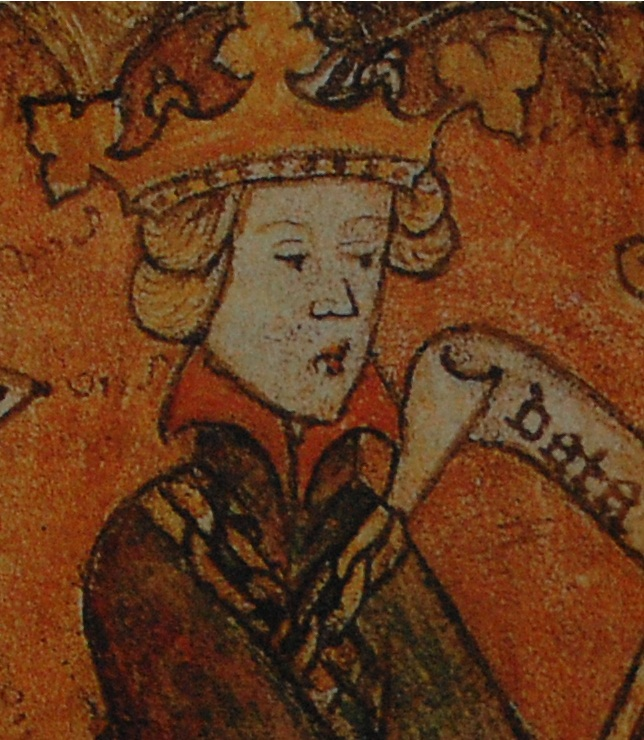
Magnus Eriksson habla de su libro sobre derecho nacional

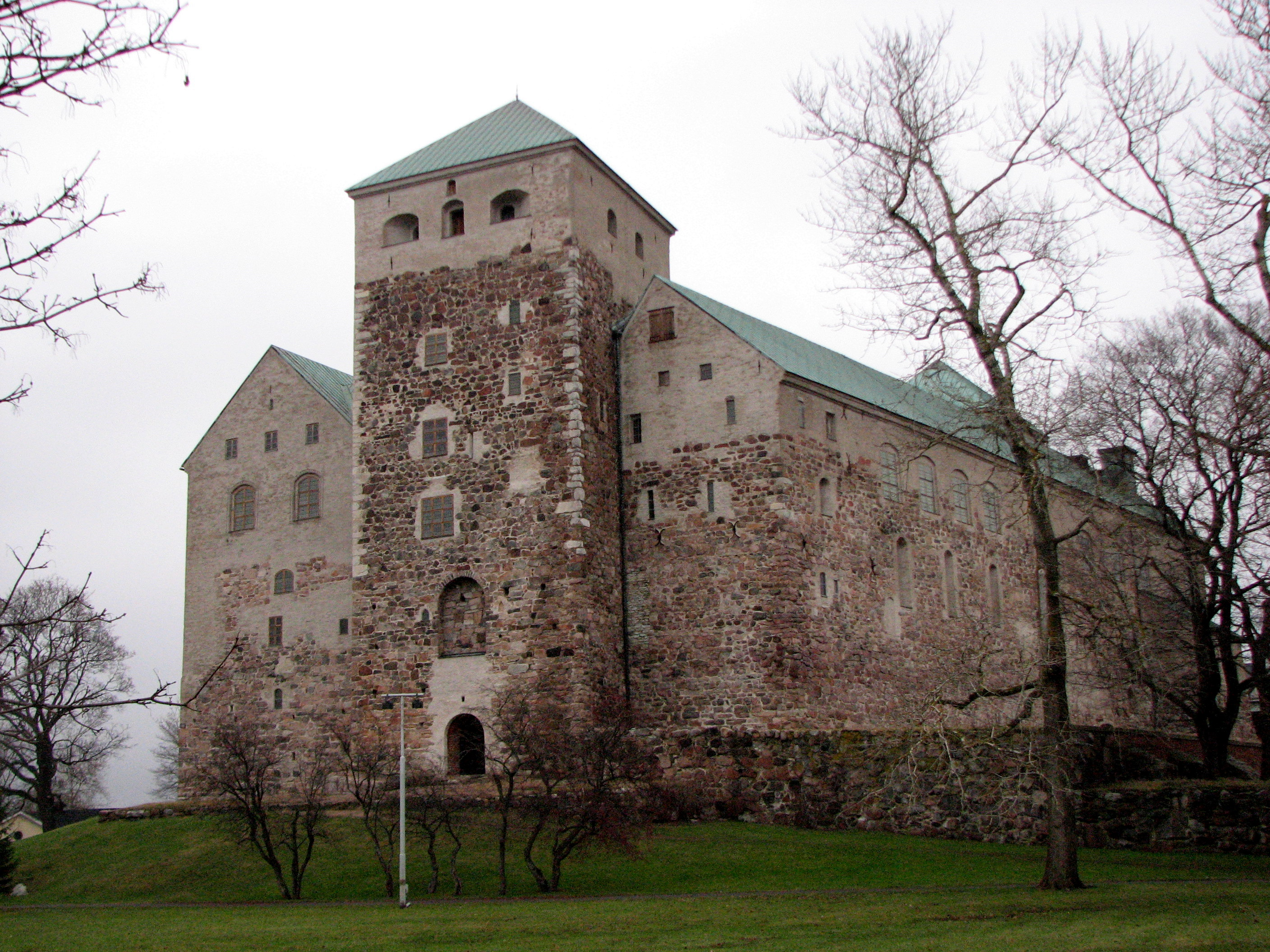
La parte más antigua del castillo de Turku vista desde el puerto

Para ayudar a establecer el poder del rey de Suecia, se construyeron tres castillos: el castillo de Turku, en Finlandia Propia, el castillo de Häme, en Tavastia, y el castillo de Víborg, en Karelia. En la época medieval, los castillos eran importantes para la defensa de Finlandia y también actuaban como centros de gobierno en Finlandia. El área de gobierno que rodeaba a un castillo se llamaba slottslän (en finés: linnalääni), o 'condado de castillo'. Suecia era un reino electivo en la época medieval y la elección se celebraba en la piedra de Mora. Finlandia también recibió el derecho a enviar a su representante a la elección en 1362, lo que demuestra el papel establecido de Finlandia como parte de Suecia. El desarrollo del gobierno y la justicia tuvieron un papel importante en la ley establecida durante el reinado del rey Magnus IV de Suecia (r.1319-1364).
En la época medieval, las regiones históricas de Finlandia Propia y de Satakunta formaban parte del área central del gobierno sueco y conservaban los vínculos con Escandinavia que habían formado ya durante la prehistoria. En el suroeste de Finlandia, Tavastia y el sur de Carelia había una población agrícola permanente, que gradualmente se concentró y se extendió a un área más grande. La expansión y el establecimiento de la nueva población en Ostrobotnia Central y del Norte fue uno de los eventos más notables en la historia de la población finlandesa durante la época medieval. En Åland, el archipiélago de Turku y las regiones costeras de Ostrobotnia y Nyland ('Nueva Tierra') también había una población de habla sueca. En la época medieval, los campesinos rurales eran, con mucho, el grupo de población más grande de Finlandia. Una gran parte del área de la actual Finlandia era una zona virgen en la época medieval, donde la gente de Satakunta, Tavastia y Carelia realizaba viajes de caza, y que estaba habitada por el pueblo sami, al menos algunos de los cuales hablaban sami. El área virgen no formaba parte de ninguna zona gubernamental en términos prácticos.
En los primeros tiempos del gobierno sueco, los documentos oficiales administrativos del gobierno se escribían a menudo en latín, lo que subrayaba el papel del clero también en el gobierno secular. El uso del sueco antiguo como lengua escrita del gobierno aumentó durante el siglo XIV. En los gobiernos locales de las ciudades, especialmente en lo relativo al comercio internacional, también se utilizaba ampliamente el bajo alemán medio. La ley agraria promulgada durante el reinado del rey Maunu Eerikinpoja en 1319-1364 fue de gran importancia para el desarrollo de la administración y el orden legal. Sin embargo, es casi imposible presentar aproximaciones precisas de las relaciones de las diferentes lenguas en la época medieval.

#### El campo y las ciudades
A diferencia de lo que ocurría en Europa central, en Suecia los campesinos eran libres y el feudalismo nunca se desarrolló en el reino sueco en la proporción que sí lo hizo en Europa central. El gobierno local se basaba en asentamientos locales (socken) y parroquias en el campo.
En la época medieval, la institución de ciudad se introdujo en Finlandia. La burguesía que vivía en las ciudades, como los comerciantes y los artesanos, solo representaba una pequeña parte de la población. Las ciudades medievales más importantes de Finlandia eran Turku y Viipuri. Otras ciudades eran Naantali, Rauma, Ulvila y Porvoo. El comercio a larga distancia en Finlandia y otros países nórdicos en la época medieval estaba principalmente en manos de los comerciantes alemanes de la Liga Hanseática y, como tal, una parte significativa de la burguesía en Turku y Viipuri eran alemanes. En las ciudades, el gobierno local estaba en manos de un consejo dirigido por un alcalde.

#### Lafrälse
La Ordenanza de Alsnö, dada en 1280 durante el reinado de Magnus III de Suecia, estableció en Suecia y Finlandia una pequeña frälse secular (en finés: frälssi) o nobleza, exenta de impuestos. La frälse espiritual significaba el patrimonio de las personas religiosas que estaban exentas de pagar impuestos al gobierno secular (como sacerdotes, monjas y hermanos mendigos).
Las parroquias de la Iglesia católica en la zona de Finlandia pertenecían a la arquidiócesis de Turku. El obispo de Turku, cabeza de la diócesis, tenía además de poder sobre la iglesia, mucho poder secular y era miembro del Consejo Privado de Suecia. Uno de los obispos medievales más notables de Turku fue Magnus II Tavast, que ocupó el cargo desde 1412 hasta 1450. Los frälse espirituales formaron una cultura alfabetizada de la Finlandia medieval. Sus miembros a menudo habían asistido a la escuela de la catedral de Turku y algunos también habían estudiado en universidades extranjeras.

### La era de la Unión de Kalmar (1397-1523)

#### Finlandia como parte de la Unión de Kalmar

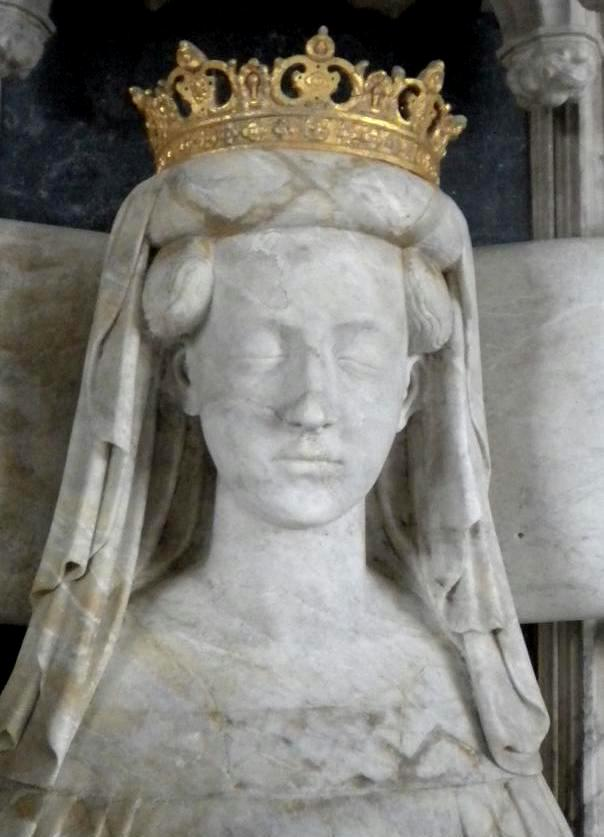
Reina Margarita I

La nórdica Unión de Kalmar fue fundada por la reina Margarita I de Dinamarca en 1397. En la práctica, surgieron conflictos dentro de la Unión, ya que las clases altas suecas, con su política de expansión, estaban interesadas en el este, en dirección a Rusia, mientras que los daneses estaban más interesados en el sur, en dirección a las tierras germanas. También hubo conflictos internos entre las clases altas de las distintas naciones. La lucha por el poder no fue solo el resultado de diferencias en las «políticas exteriores», como se dice hoy en día.
Incluso en la época de la Unión, Finlandia no formaba un área gubernamental continua, sino que estaba dividida en dos distritos gubernamentales separados. Viipuri (Víborg) actuaba como un centro importante, a veces casi independiente, mientras que Turku era una parte más integral del área gubernamental de la autoridad central. Según Kauko Pirinen, «En la nación unida descentralizada, Finlandia también estaba descentralizada. En términos prácticos, no era una entidad política continua».[cita requerida]
La posición independiente de Viipuri era evidente en que, aunque Finlandia se dividió en dos áreas independientes de legisladores, Finlandia meridional y Finlandia septentrional, en 1435 Viipuri tenía su propia área independiente de legisladores de Carelia ya en la década de 1440, y el legislador probablemente era designado por el jefe del castillo de Viipuri. Sin embargo, el legislador de Carelia no tenía autoridad en el tribunal territorial de Turku.
En la época de la Unión, la posición de Finlandia como parte del reino cambió. Durante cuatro décadas, el control del monarca sobre Finlandia fue más fuerte que antes. Erico de Pomerania, que llegó a ser rey de Suecia en tres ocasiones (r. 1412-1434, 1435-1436 y 1436-1439) visitó Finlandia dos veces, en 1403 y en 1407. Con la Unión, las autoridades principales en Finlandia también cambiaron, ya que el rey colocó a sus propios fideicomisarios para dirigir los castillos. Abraham Broderson ascendió a jefe del castillo de Turku y el danés Klaus Fleming fue designado portavoz de las leyes. Más tarde, Klaus Lydekesson Djäkn y Krister Nilsson Vasa fueron promovidos a posiciones importantes. El obispo Magnus II Tavast fue un partidario del poder de la Unión.

#### La comunidad bajo los tiempos de la Unión
Los frälse y el clero formaban el grupo político líder en la época de la Unión. Los frälse finlandeses solo gobernaban en raras ocasiones los grandes slottslän, que en su mayoría estaban gobernados por suecos o daneses, a veces incluso por hombres nacidos en Alemania, pero que habían vivido en Finlandia durante décadas. Los frälse finlandeses eran principalmente responsables del gobierno inferior, del servicio militar y, sobre todo, de la justicia. Las tareas más importantes de la iglesia también fueron asignadas a los hijos de los frälse finlandeses en la época de la Unión. Sin embargo, los campesinos también podían participar en las actividades de diferentes tribunales e influir en las decisiones políticas, como en la elección del rey.
Aparte de Turku y de Viborg, las ciudades de la época de la Unión eran pequeñas y contaban con muy pocos habitantes. Por ello, el comercio exterior era modesto. Ni siquiera Viborg podía competir con Reval (Tallin) como centro del comercio ruso. El comercio interior era económicamente más importante que el comercio exterior.
Durante la época de la Unión, el gobierno finlandés se reorganizó para ayudar a impulsar la situación económica. En 1405, se revocó la exención de impuestos a cientos de granjas, lo que sentó las bases para una tributación agrícola sistemática. La corona intentó aumentar los ingresos fiscales también mediante las actividades de los colonos: los campos de cultivo generaban ingresos fiscales, mientras que el trabajo en las zonas vírgenes no. Los ingresos fiscales se podían aumentar mediante la cesión de áreas vírgenes a una población permanente. En 1409, Turku comenzó a acuñar su propia moneda, que tenía un valor diferente al que se utilizaba en el resto de Suecia. Se trataba de örtugs hechos de plata y monedas de seis peniques. En 1407, Finlandia obtuvo su propio tribunal supremo, el tribunal de tierras de Turku, al que también se le otorgaron poderes gubernamentales. Los líderes de Finlandia podían entonces decidir sobre los asuntos de su país en sus propias reuniones.

#### La Unión comienza a desmoronarse
En el plano externo, los primeros tiempos de la Unión de Kalmar fueron una época de paz para Finlandia. Con su activa política exterior, el rey Erico de Pomerania entró en conflicto con la Liga Hanseática, lo que dificultó el comercio. En la década de 1430, los movimientos rebeldes de la clase alta y de los campesinos en Suecia no tuvieron un gran impacto en Finlandia. La oposición a la clase alta causada por los pequeños movimientos rebeldes campesinos en Finlandia se puede explicar por la expansión de la propiedad de la corona y los frälse. La más conocida de estas rebeliones fue la Rebelión de David en Tavastia en 1438, que fue una rebelión campesina dirigida contra el señorío de Viikki.
En la reunión de Arboga de 1435 no participó ningún finlandés. Ese mismo otoño llegaron a Suecia el obispo Magnus II Tavast y Krister Nilsson, que participaron en las negociaciones para la destitución de los líderes de la rebelión de Engelbrekt Engelbrektsson y la elaboración de un compromiso. Krister Nilsson se convirtió en drots (senescal) y Karl Knutsson Bonde en mariscal. Tras el regreso de Nilsson a Finlandia en ese mismo otoño, volvieron a estallar movimientos rebeldes en Suecia.
Para luchar contra los movimientos rebeldes, a los campesinos finlandeses se les prometió una reducción de impuestos en una carta fechada el 24 de junio de 1436, firmada por el arzobispo, el drots y el mariscal, bajo la autoridad del gobierno. La razón aducida fue que los finlandeses habían demostrado ser leales al reino y que habían jurado no elegir nunca un líder propio, prometieron no rebelarse y aceptaron al líder designado por el gobierno. Seppo Suvanto ha interpretado esto de modo que Suecia temía que el gobierno local finlandés se separara del reino sueco y los finlandeses eligieran un líder propio.

#### Enfrentamientos de poder entre Finlandia y Suecia

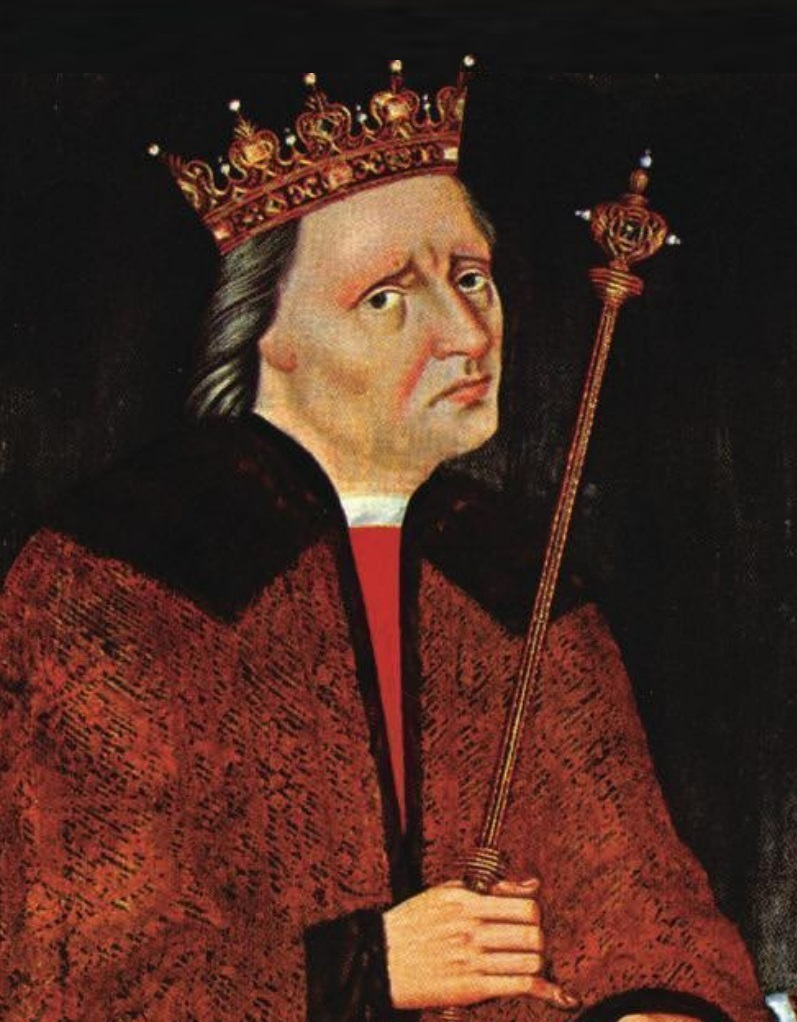
Cristián I

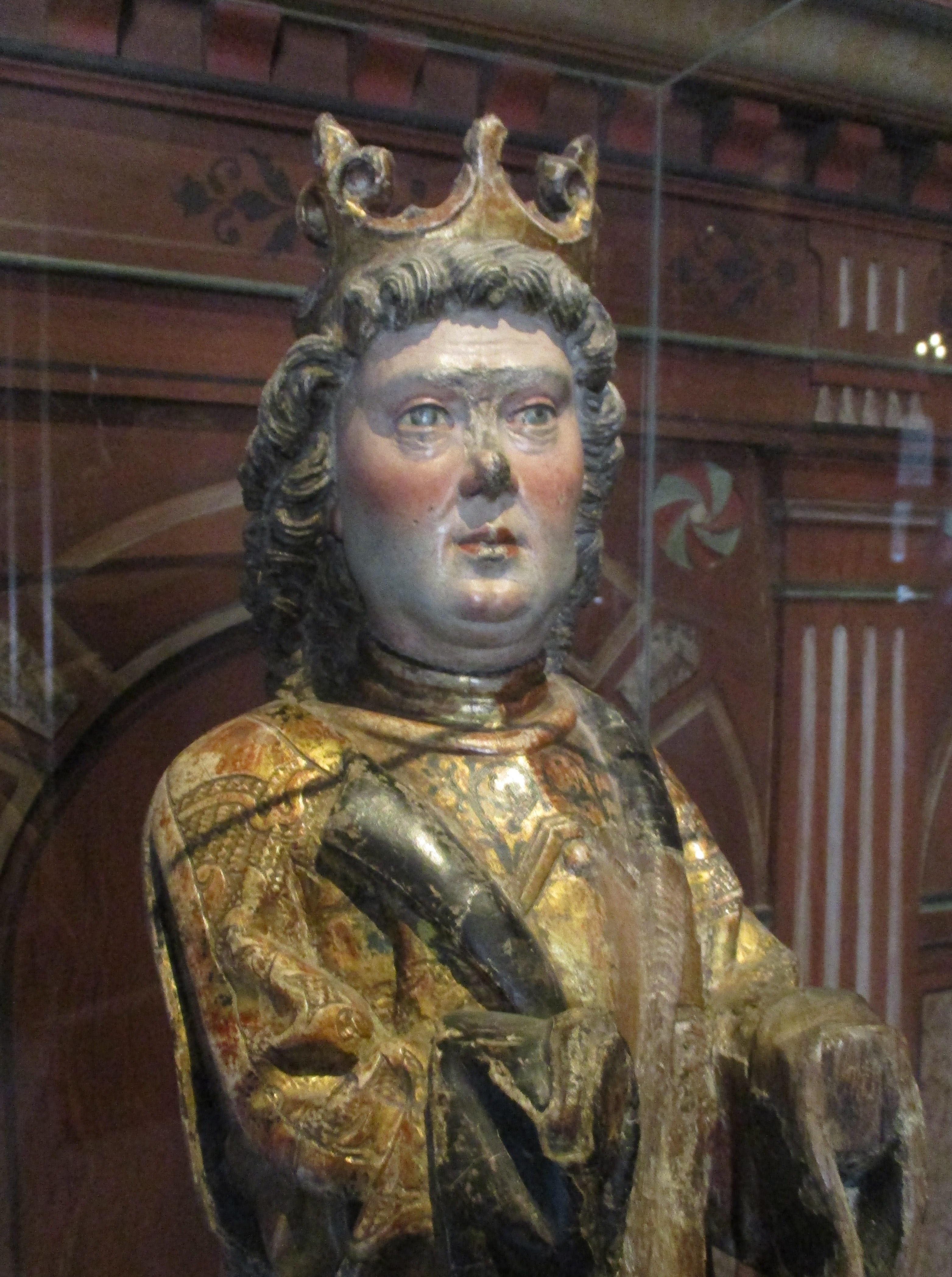
Carlos VIII (Carl II), esculpido por Bernt Notke

En 1439, el rey Erico de Pomerania fue finalmente depuesto y Suecia pasó a ser gobernada por un consejo de aristócratas, compuesto por obispos y nobles de alto rango. El más poderoso de este grupo fue Karl Knutsson, que fue elegido líder del reino en 1438. Su mayor competidor, el drots Krister, se retiró después a Víborg. Tras la caída del gobierno absolutista, Finlandia rompió sus vínculos con Dinamarca, pero no se fortalecieron demasiado con Suecia, sino que los gobernadores locales de los slottslän gobernaron el país en su mayoría.
En 1440, los daneses invitaron a gobernar su país a Cristóbal de Baviera, sobrino de Erico de Pomerania, y lo eligieron rey. En Suecia se estaban llevando a cabo negociaciones sobre las condiciones de su reconocimiento. Karl Knutsson se trasladó a Finlandia ese mismo año y se apoderó de los castillos de Turku y Kastelholm, prometiendo renunciar a su posición como líder del reino si recibía toda Finlandia como su condado. Este deseo le fue concedido, excepto Åland. Sin embargo, la situación cambió muy rápidamente y Karl Knutsson tuvo que lidiar con el slottslän de Víborg. Turku volvió al poder de un funcionario designado por el rey. La intención del rey era evitar la formación de una Finlandia continua.
Tras la muerte de Cristóbal en 1448, Karl Knutsson partió desde Víborg con 800 hombres armados hacia Estocolmo, donde fue elegido rey, con el nombre de Carlos VIII de Suecia (r. 1448-1457), aparentemente por su superioridad militar. Su mandato estuvo marcado por una guerra con Cristián I de Dinamarca, que provocó un aumento de los impuestos también en Finlandia. Durante este período, Finlandia fue el principal apoyo del rey. En 1457, la alta nobleza sueca se rebeló contra el rey y éste huyó a Danzig. Cristián I fue elegido rey de Suecia y reinó de 1457 a 1464. Sin embargo, no todo el pueblo apoyó al nuevo rey, especialmente en Víborg.

#### Disputa por la frontera oriental
El siguiente período estuvo marcado por problemas en las partes orientales del reino. A medida que la población se extendía hacia las áreas vírgenes, comenzaron las disputas fronterizas y las luchas con Nóvgorod y los carelios. A medida que la población de Savonia se expandía, también se pobló Carelia del Norte. En 1478, la república de Nóvgorod fue anexionada por Iván III de Rusia al principado de Moscú y surgió un nuevo poder más allá de la frontera oriental. Para asegurar la frontera, se construyó el castillo de Olavinlinna para proteger a los nuevos colonos. Los rusos vieron esto como una violación del tratado fronterizo y durante muchos años reinó una guerra abierta hasta que se suscribió una la paz provisional de 1482. Sin embargo, las partes no pudieron ponerse de acuerdo sobre dónde se ubicaría la frontera.

#### De Axelsson a Sten Sture

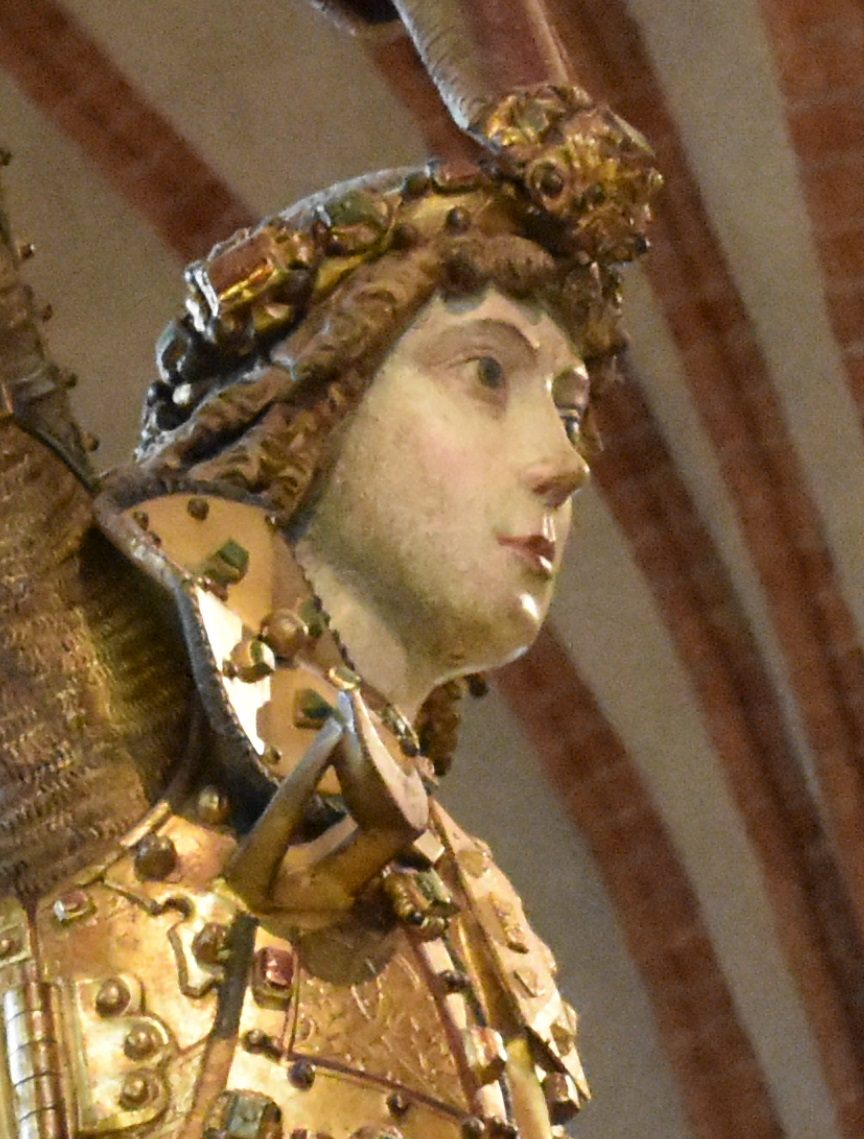
Sten Sture, esculpido por Bernt Notke

En la batalla por la Corona sueca, también se conquistaron castillos finlandeses y se los convenció de que se unieran al bando del rey de la Unión. El caballero danés Erik Axelsson Tott llegó con sus hermanos a conquistar castillos en la década de 1480 y, al final, todos los castillos quedaron bajo el poder de los Axelsson. Después de la muerte de Erik, dejó los condados de Víborg, Hämeenlinna y Savonlinna a sus hermanos Ivar y Lauri, que ya gobernaban Raseborg. Sin embargo, la formación de un círculo de poder continuo no encajaba en los planes del regente Sten Sture el Viejo. En 1481, Sten Sture llegó a Finlandia, derecho hasta Víborg. El regente y los gobernadores locales no pudieron llegar a un acuerdo: el regente prometió recortes de impuestos al pueblo; los terratenientes locales no pudieron aceptarlo.
Al final de la época de la Unión, ningún regente tenía ya una aceptación universal en todos los países nórdicos. El rey Juan de Dinamarca (r. 1481-1513) no fue aceptado en los países de la Unión, y los consejos tomaron el poder en sus propias manos. En 1483 Sten Sture recibió el poder sobre tres condados de Finlandia: Víborg, Savonlinna y Hämeenlinna. El antiguo reino de los Axelsson se convirtió en el área de apoyo del regente y Finlandia se convirtió en una parte aún más integral del gobierno central; especialmente cuando incluso Raseborg pasó al poder del partidario de Sten Sture, Knut Posse. Sture no distribuyó los castillos a la nobleza, sino que los gobernó a través de funcionarios que dependían de él, recaudando una cantidad significativa de ingresos fiscales para sí mismo.

#### Disturbios al final de la época medieval
A finales del siglo XV, las anteriores escaramuzas con Moscú desembocaron en una guerra, la guerra ruso-sueca (1495-1497). En 1495, el castillo de Víborg fue asediado. También se reclutó a gente de Finlandia occidental para la guerra. En las zonas amenazadas, se llamó a las armas a todas las personas mayores de 15 años y, además, llegaron al país mercenarios alemanes y personas de Suecia. Los ataques rusos se extendieron desde Carelia hasta Ostrobotnia, Savonia y Tavastia. En 1497 se firmó la paz.
Ese mismo año, el Consejo Privado de Suecia destituyó a Sten Sture como regente, pero los slottsläns (territorios) finlandeses permanecieron bajo su control. A continuación se desató una guerra civil, en la que el rey Juan derrotó a las tropas del regente y se convirtió en rey de Suecia (r. 1497-1501). En 1499, Sture tuvo que renunciar a sus territorios en Finlandia. En 1503, Svante Nilsson Sture (r. 1504-1512) fue elegido regente y los líderes finlandeses le juraron lealtad. En una reunión celebrada en Turku, el pueblo mostró su apoyo a su posición. Sin embargo, la unanimidad fue solo engañosa, ya que una parte de los líderes de Finlandia defendieron su propia postura política junto con la familia de Sten Sture. Sus objetivos no han quedado del todo claros. Sin embargo, la historia nacional ha puesto de relieve el papel de la política oriental en los desacuerdos.

## La época de los Vasa (1523-1617)

### El reinado de Gustav Vasa (r. 1523-1560)

#### Las batallas finales de la Unión

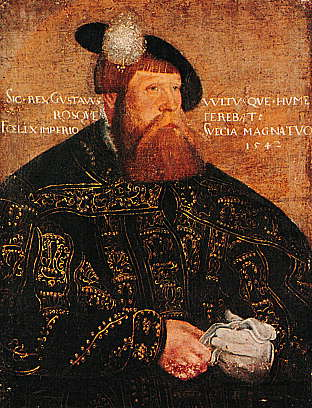
Gustavo I (Vasa) de Suecia

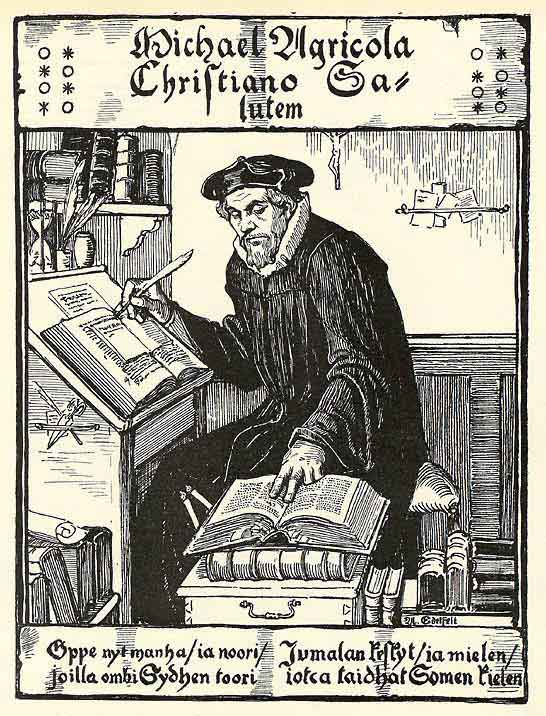
Dibujo de Mikael Agricola realizado por Albert Edelfelt. No quedan imágenes contemporáneas de Agricola.

Los últimos tiempos de la Unión fueron una época de agitación en la mayor parte de Finlandia, no sólo en Víborg. A finales del siglo XVI, los daneses saquearon las costas finlandesas y el capitán pirata Otto Rudi saqueó Turku y robó los tesoros de su catedral.
Fue el desencadenante del conflicto entre los pro-unionistas suecos (a favor de la Unión de Kalmar, entonces dominada por Dinamarca, encabezados por el arzobispo Gustav Trolle (1515-1521) y los anti-unionistas (partidarios de la independencia sueca, encabezados por Sten Sture el Joven), y también entre los anti-unionistas y la nobleza danesa, que se oponía al rey Cristián II de Dinamarca.
El rey Cristián, que ya había tomado medidas para aislar políticamente a Suecia, intervino para ayudar al arzobispo Trolle, que se encontraba sitiado en su fortaleza de Stäket, aunque fue derrotado por Sture y sus soldados campesinos en Vedila, y obligado a regresar a Dinamarca. Un segundo intento de recuperar el control de Suecia en 1518 también fue contrarrestado por la victoria de Sture en Brännkyrka. Finalmente, un tercer intento realizado en 1520 con un gran ejército de mercenarios franceses, alemanes y escoceses resultó exitoso. Sture resultó mortalmente herido en la batalla de Bogesund el 19 de enero de 1520. El ejército danés, sin oposición, se acercaba a Upsala, donde ya se habían reunido los miembros del Riksdag sueco de los Estados. Los senadores acordaron rendir homenaje a Cristián, con la condición de que otorgara una amnistía total por las acciones pasadas y una garantía de que Suecia sería gobernada de acuerdo con las leyes y costumbres suecas. El rey y el Consejo Privado danés confirmaron una convención a tal efecto el 31 de marzo. La viuda de Sture, Lady Kristina, resistía en Estocolmo con el apoyo de los campesinos del centro de Suecia y derrotó a los daneses en Balundsås el 19 de marzo. Finalmente, fue derrotada en Upsala el Viernes Santo, 6 de abril.
En mayo, la flota danesa, liderada por el rey Cristián, llegó y Estocolmo fue atacada por tierra y mar. Kristina resistió durante cuatro meses más. Cristián, ante la expectativa de mantener el asedio durante todo el invierno, envió una propuesta de retirada que fue muy ventajosa para los suecos: juró que todos los actos contra él serían olvidados y concedió el perdón a las personas rebeldes. A Kristina se le daría Hörningsholm y todo Mörkön como feudo, y también se le prometió Tavastehus en Finlandia. El alcalde de la ciudad entregó las llaves de la ciudad en Södermalm y Cristián celebró su entrada solemne. Poco después, navegó de regreso a Dinamarca, para regresar en octubre para su coronación.
Después de la fiesta de coronación del rey danés de la Unión, Cristián II de Dinamarca, como nuevo rey de Suecia, muchos fueron invitados a una reunión en el castillo de The Kronor, donde el arzobispo Gustav Trolle cuestionó si el exregente sueco Sten Sture el Joven y sus partidarios habían sido culpables de herejía. Apoyándose en el derecho canónico, casi 100 personas fueron decapitadas en los días posteriores a la reunión a pesar de las promesas de amnistía, en lo que se llamó el baño de sangre de Estocolmo. Entre los asesinados había muchos nobles que habían apoyado al partido de Sture en los años anteriores. A partir de entonces, el rey Cristián II pasó a ser conocido en Suecia como Kristian Tyrann (Cristiano [el] Tirano). 
Gustav Vasa era un noble hijo de Erik Johansson, una de las víctimas de las ejecuciones. Vasa, al enterarse de la masacre, viajó al norte, a la provincia de Dalarna, para buscar apoyo para una nueva revuelta. La población, informada de lo sucedido, se puso de su lado: también lo hicieron los campesinos y los comerciantes hanseáticos alemanes que le proporcionaron armas y dinero. Finalmente, pudieron derrotar a las fuerzas de Cristian en la guerra de liberación sueca (1521-1523). La masacre se convirtió en el catalizador que separó permanentemente a Suecia de Dinamarca y desencadenó una prolongada animadversión hacia los daneses en Suecia. Desde entonces las hostilidades entre ambas naciones se convirtieron en una lucha por la hegemonía en la zona escandinava y del norte de Alemania que duraron casi trescientos años.
Gustavo fue elegido rey de Suecia el 6 de junio (el día Nacional de Suecia) en la ciudad de Strängnäs e hizo una triunfante conquista de Estocolmo once días más tarde. En septiembre sus partidarios ya se habían hecho con el control de Finlandia, conquistando los hermanos finlandeses Erik e Ivar Fleming los castillos finlandeses para Vasa y expulsando a los daneses. El tratado de Malmö firmado el 1 de septiembre de 1524, ratificó de forma definitiva la salida sueca de la Unión de Kalmar.

#### Nace un Estado moderno temprano
Durante el reinado de Gustav Vasa (r. 1523-1560), comenzó a formarse un reino sueco continuo. Consiguió suprimir las comunidades regionales que habían estado impulsando su propia política. A su vez, la Reforma suprimió a la Iglesia. La alta nobleza, ya debilitada por el baño de sangre, ahora estaba unida para apoyar la política real. Sin embargo, el gobierno todavía se hacía según la tradición medieval: el rey tenía numerosos nobles y escribas para ayudarlo, pero estos no eran realmente funcionarios. Además, el gobierno no tenía una distinción clara de trabajos, sino que las tareas bajo el servicio del rey cambiaban según la situación. En la década de 1530, Gustav Vasa comenzó a traer funcionarios del gobierno alemán al país, junto con los cuales llegaron nuevas visiones del poder real a Suecia. Durante la Dieta de Västerås de 1544, la realeza pasó a ser hereditaria y el hijo mayor de Gustav Vasa, Erik, fue nombrado heredero al trono.
Tras la revocación de las concesiones de tierras, el gobierno local de la corona se concentró en manos de los funcionarios. Sus tareas eran numerosas, pero la recaudación de impuestos era una de las más importantes. Durante el reinado de Gustavo Vasa, la recaudación de impuestos pasó a ser un gobierno literal; primero se conservaban documentos sistemáticos de propiedad de la tierra para ayudar en la tributación; luego se siguieron otros tipos de catálogos y cuentas literales. Los funcionarios también eran responsables de repoblar las casas vacías, proporcionar transporte y carreteras. Los funcionarios también tenían que evitar el comercio ilegal y el trabajo manual practicado en el campo. También el trabajo general de mantenimiento de la paz y la justicia pertenecía a las tareas de los funcionarios; de esta manera se podía asegurar la parte de los ingresos fiscales y de multas de la corona. El fortalecimiento del gobierno aumentó los ingresos fiscales de la corona en decenas de puntos porcentuales.

#### La guerra contra Rusia
Los conflictos con Rusia seguían siendo importantes en la política exterior finlandesa. Al principio del reinado de Gustavo Vasa se celebraron negociaciones para intentar recuperar la idea de dónde se encontraba la frontera. Los suecos intentaron posponer la inspección de la frontera lo máximo posible y, a pesar de los acuerdos temporales, los conflictos y las incursiones de ambos lados continuaron. En una reunión de la nobleza celebrada en Víborg en 1555, se aconsejó al rey que fuera a la guerra. El ataque dio lugar a un contraataque de Iván el Terrible hacia Víborg y Savonia. Las negociaciones celebradas entre 1556 y 1557 dieron como resultado el Tratado de Nóvgorod (1557) y una paz provisional que duró 40 años. Hubo un plan para celebrar una nueva negociación sobre la frontera en 1559, pero esto nunca se llevó a cabo.

#### Mala conducta de la nobleza
Durante la guerra, el rey pasó mucho tiempo en Finlandia, donde ordenó una investigación exhaustiva sobre las malas prácticas de la nobleza. Esta investigación dio lugar a la llamada lista de quejas de Jakob Teit, que constituye una importante fuente de historia comunitaria en el siglo XVI. El 27 de junio de 1556, el rey convirtió Finlandia en un ducado propio y nombró como gobernante a su segundo hijo Juan, primero con su segunda esposa Margarita Eriksdotter. Gustavo Vasa murió en septiembre de 1560, sucediéndole en el trono el único hijo de su primer matrimonio, Erico XIV de Suecia (r. 1560-1568).

### De los conflictos por el trono al inicio de la política de las grandes potencias

#### El reinado de Erico XIV

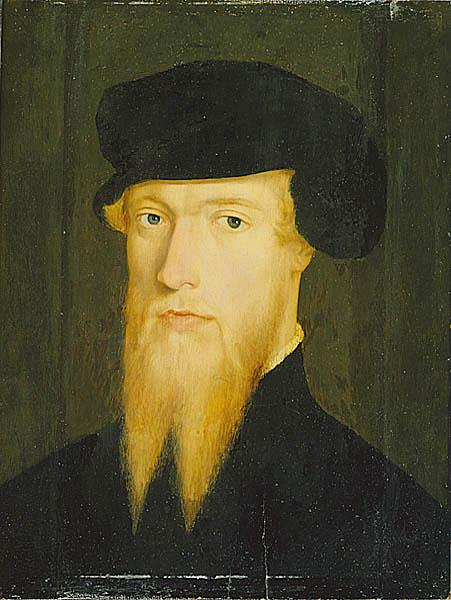
Erico XIV

En 1561, Erico XIV fue coronado rey. Intentó fortalecer aún más la monarquía en relación con la nobleza y también con sus hermanastros, hijos del fallecido rey con su segunda mujer. Para debilitar su posición, Erico fundó nuevos condados y baronías para dividir el poder de los duques. En Finlandia, las políticas del rey también dieron como resultado el nombramiento de nuevos portavoces de la ley en el país. En 1561, el rey aprobó en una dieta los llamados artículos de Arboga, que sometieron a los duques al control del rey y les quitaron la oportunidad de ejercer una política exterior independiente.
El rey quería destruir la posición de su hermanastro Juan, el duque de Finlandia. Como ducado de Juan, Finlandia se convirtió en un «minipaís feudal»[cita requerida] sujeto al reino, con su propia cancillería, cámara de impuestos y consejo, que podía compararse con un consejo de estado. Las prerrogativas de Juan en Livonia también entraban en conflicto con el rey: mediante un matrimonio planeado con Catalina Jagellón, Juan podía recibir numerosos castillos bajo su poder en Livonia. Al mismo tiempo, Erico XIV se vio obligado a entrar en guerra con Polonia debido a su política de expansión dirigida a Livonia. En 1561, el ayuntamiento de Tallin ya había entregado la ciudad a la protección del rey, y durante la misma primavera la nobleza de Virumaa y Harjumaa también dimitió de la caballería alemana.

#### La lucha por el poder
Tras la intensificación del conflicto, el rey Erico XIVconvocó una dieta en 1563, en la que Juan fue condenado a muerte. El acontecimiento desembocó en el asedio del castillo de Turku en el verano de 1563. Tras los conflictos y los bombardeos, el castillo se rindió el 12 de agosto de ese mismo año, tras lo cual se destruyó el lujo del castillo, el duque y su esposa fueron arrestados y enviados a Suecia para ser encarcelados. En la década de 1560, la política exterior sueca estuvo marcada por la guerra contra Polonia en el Báltico. Además, Erico XIV se vio obligado a guerrear contra Dinamarca-Noruega y Lübeck. Esto exigía buenas relaciones con el este: la concentración de fuerzas militares en otros lugares exigía buenas relaciones con Moscú. La era de Erico XIV terminó en 1568 después de que la nobleza se levantara contra el rey. Esta vez, incluso la nobleza finlandesa estaba del lado de los rebeldes, tanto los antiguos partidarios de Juan como los hombres de confianza de Erico. El castillo de Turku cayó en poder de los rebeldes. Erico pasó los siguientes años en prisión, hasta que fue condenado a muerte y envenenado en 1577.

#### La larga ira

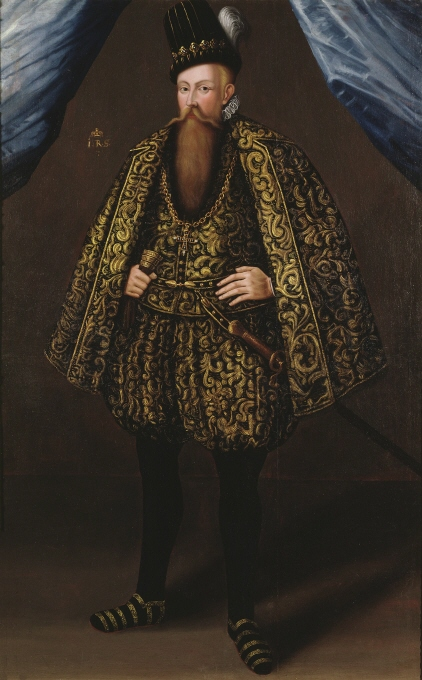
Juan III de Suecia. Cuadro de Johan Baptista van Uther de 1582. El rey viste según la última moda de la corte española.

Bajo el reinado de Juan III de Suecia (r. 1569-1592) y hasta su muerte, los conflictos fronterizos en la frontera del condado de Käkisalmi dieron lugar a una nueva guerra (1570-1595), que se conoce en la historiografía finlandesa como la Larga Ira o la «Guerra de los 25 Años». Fue principalmente una guerra brutal con guerra de guerrillas por ambos lados. En sus inicios, la guerra estaba bien organizada y hubo una tregua en el frente finlandés desde 1573 hasta 1577. A mediados de la década, los conflictos campesinos comenzaron de nuevo: los carelios atacaron en dirección a Oulujärvi e Iijoki, fuerzas del sur de Finlandia viajaron a través del golfo de Finlandia. A finales de la década, la guerra organizada comenzó de nuevo con un ataque a Narva (1579) y la conquista de Käkisalmi en 1580. Narva fue conquistada al año siguiente, tras lo cual las negociaciones condujeron a una paz provisional que duró hasta el año 1590. A pesar de la paz provisional, la guerra de guerrillas continuó en ambos lados de la frontera oriental, lo que llevó a que Kainuu y Ostrobotnia del Norte quedaran prácticamente desiertas en la década de 1580. Liderados por Pekka Vesainen, los ostrobotnianos realizaron viajes de venganza a Viena Karelia. La guerra terminó en 1595 con el Tratado de Teusina.

#### Una nueva lucha por el trono

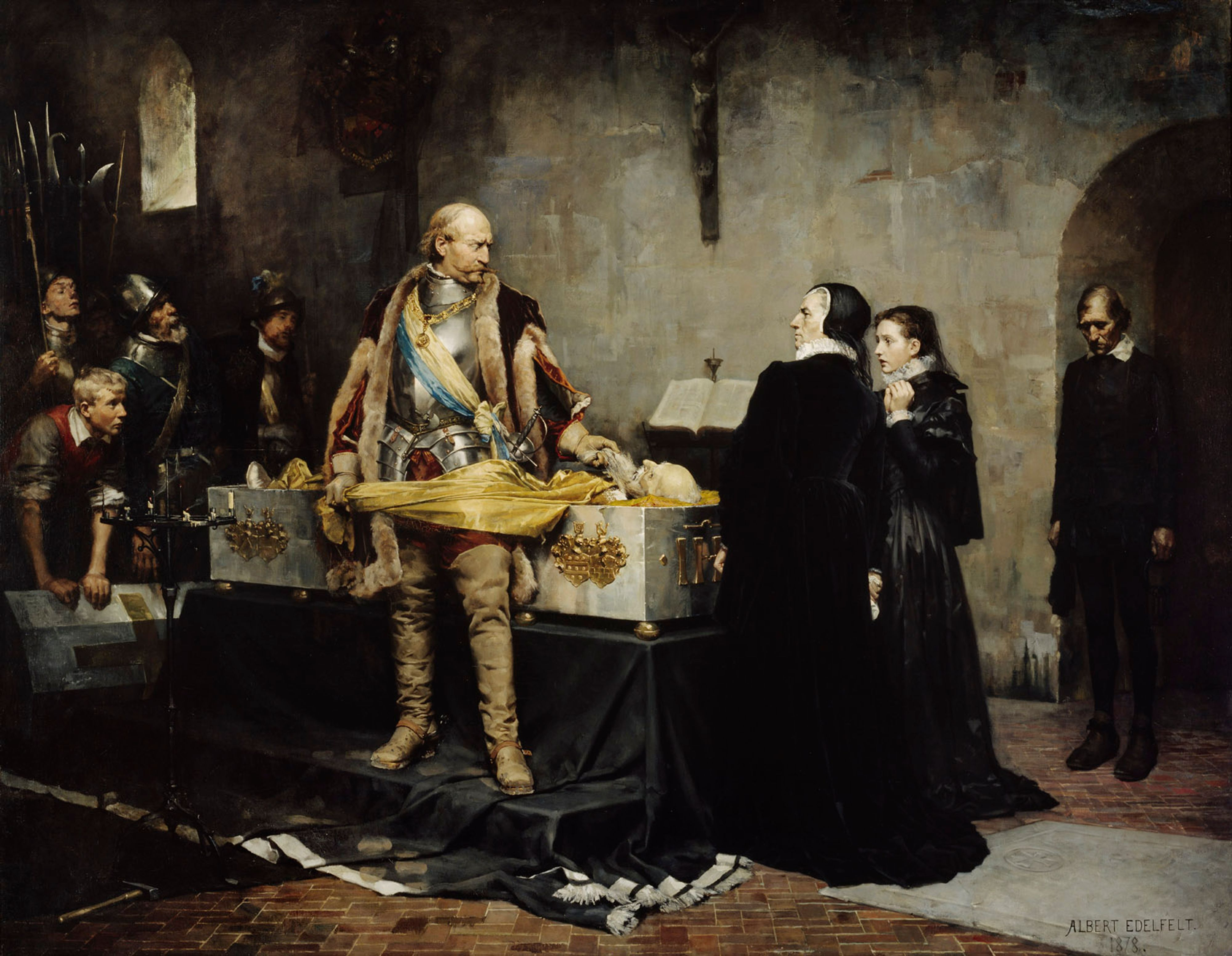
Carlos IX de Suecia increpando al cadáver de su enemigo, Klaus Fleming

Tras la muerte de Juan III 17 de noviembre de 1592, el trono quedó vacante. Para sucederle había dos candidatos: Segismundo, el hijo de Juan III, que desde 1587 ya rey de Polonia y Gran duque de Lituania tras haber sucedido a su abuelo materno; y su tío, el duque Carlos, hermano del fallecido rey Gustav Vasa. La cuestión de la monarquía estaba entremezclada con la política eclesiástica: en la época de la Contrarreforma en Europa, Segismundo era católico, lo que hacía que su posición fuera aún más problemática en la entonces Suecia luterana. El duque Carlos, heredero al trono sueco, convocó en marzo de 1593 el Sínodo de Upsala, al que asistieron cuatro obispos y alrededor de 300 sacerdotes. La Confesión de Augsburgo (1530) fue adoptada inalterada y Nicolaus Olai Bothniensis, que presidía el concilio, exclamó, «Ahora Suecia es un solo hombre, y todos nosotros tenemos un solo Señor y Dios». Otra decisión importante fue que la doctrina luterana sería la única permitida; el calvinismo, el catolicismo y el zwinglianismo fueron oficialmente prohibidos.
Segismundo desembarcó en Estocolmo el 30 de septiembre de 1593 en compañía de su esposa y de varios jesuitas, así como del nuncio de la Santa Sede, Germánico Malaspina. Su llegada despertó inquietud entre la nobleza sueca, encabezada por su tío el duque Carlos de Södermanland, debido al fervor católico del heredero. Segismundo, por su parte, prometió la libertad de culto en Suecia. Fue coronado el 19 de febrero de 1594 en la catedral de Upsala, en una unión personal entre Suecia y la Mancomunidad de Polonia-Lituania, que duró unos pocos años, aunque Segismundo siguió siendo rey de Polonia hasta su fallecimiento en 1632. Para obtener la corona, había tenido que reconocer el luteranismo como religión de Estado y conceder el gobierno del país a un consejo de regencia presidido por su tío durante los periodos en los que él se encontrase ausente.
En julio de 1594, presionado por el parlamento polaco, regresó a Polonia. Intentó gobernar Suecia desde ese país, dejando el gobierno sueco en manos de un gobierno interino que rigiera en su nombre. El gobierno fue dejado de manera nominal en manos del consejo y de su tío el duque Carlos, pero Segismundo dejó lugartenientes que favorecerían sus intereses y los de la Iglesia católica, lo que provocó irritación entre los suecos.
En este conflicto, el líder finlandés Klaus Fleming se puso del lado del rey. En la Dieta de Arboga de 1597, Carlos siguió siendo nombrado regente. En esa época declaró rebeldes a sus oponentes, especialmente a Klaus Fleming.
Apoyado en este malestar, el duque Carlos se levantó contra el gobierno de Segismundo y logró en poco tiempo controlar la mayor parte del país. Segismundo, por su parte, planeó una expedición armada a Suecia, y reclutó mercenarios polacos y buques prusianos. El Parlamento polaco le otorgó el permiso para viajar nuevamente a Suecia, pero formalmente Polonia se mantuvo neutral en el conflicto. Segismundo intentó ganarse el apoyo de las ciudades y príncipes del norte de Alemania para realizar un bloqueo económico a Suecia, pero únicamente obtuvo el de la dinastía Hohenzollern, que gobernaba el ducado de Prusia.
El 23 de julio de 1598 el ejército de Segismundosalió de Danzig (Gdansk) con ochenta transportes, varios buques de guerra y miembros exiliados del parlamento sueco. Ocho días después desembarcaron en Kalmar, que se rindió sin luchar. El ejército de la Corona polaca atrajo seguidores suecos, y Estocolmo, carente de defensa militar, fue tomada fácilmente con la ayuda de la nobleza y los oficiales de Götaland. desde ahí envió emisarios para negociar con Carlos pero las negociaciones no llevaron a ningún acuerdo. La caballería de Uppland pronto se unió a los realistas, y se movilizaron nuevas fuerzas en Finlandia y Estonia. Las tropas de Carlos eran mayores en número, pero en su mayoría comprendían milicias mal entrenadas y campesinos de las provincias amigas.

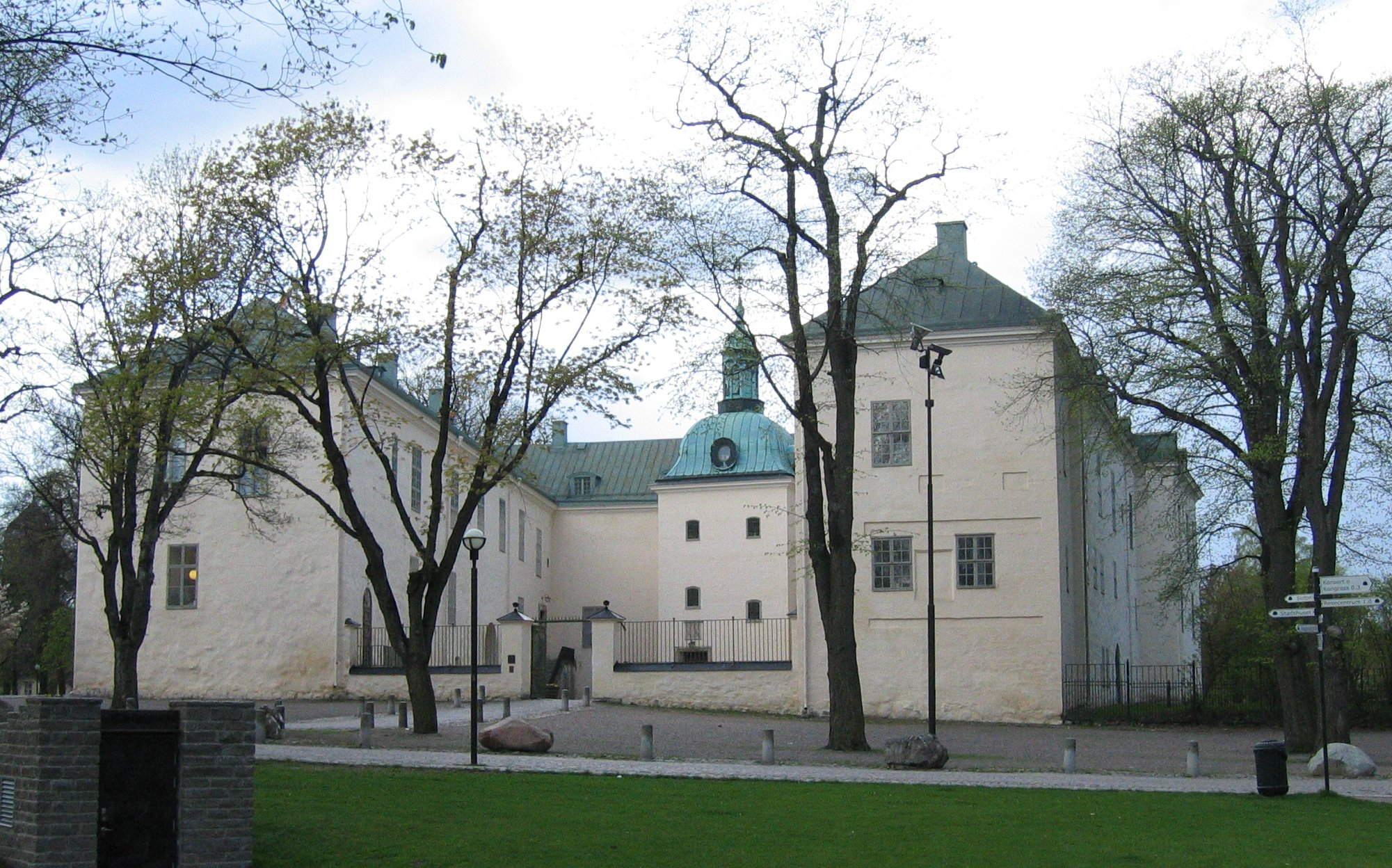
Castillo de Linköping, donde Segismundo se reunió con Carlos para discutir el futuro de la monarquía sueca.

Segismundo avanzó con sus tropas hacia Stångebro en Linköping, donde residía su hermana Ana Vasa. El 8 de septiembre, Carlos ejecutó un ataque prematuro sobre Stångebro que fue rápidamente repelido, aunque, poco después, el 25 de septiembre, Carlos triunfaría de manera decisiva tras la batalla de Stångebro. Segismundo fue apresado en la lid y, para recobrar la libertad, entregó a Carlos a sus principales partidarios (que, tras ser juzgados por el Parlamento, fueron ajusticiados en 1600 en el conocido como baño de sangre de Linköping.)
El acuerdo de paz se selló con una cena en el castillo de Linköping el 28 de septiembre. Ambas partes acordaron deponer las armas y enviar las tropas de vuelta a sus provincias de origen, a excepción de la guardia personal del rey. Los nombramientos de Carlos debían ser reconocidos y se debía convocar un parlamento para resolver cualquier disputa. El rey, que estaba bajo presión, temiendo por su vida sin su ejército y habiéndose dado cuenta de que había perdido la batalla política, huyó con su hermana durante los siguientes días a Polonia.
Segismundo fue depuesto oficialmente del trono de Suecia por un Riksdag celebrado en Estocolmo el 24 de julio de 1599. Se le dieron seis (o doce dependiendo de la fuente) meses para enviar a su hijo, el príncipe Ladislao (Władysław) Vasa, a Suecia como su sucesor, bajo la condición de que el niño fuera educado en la fe protestante. En febrero de 1600, el duque Carlos convocó a los Estados del Reino en Linköping. Como Segismundo no había dado una respuesta, los Estados eligieron al duque Carlos como rey aparente, sin embargo no se convertiría en Carlos IX hasta su coronación cuatro años después. Durante el invierno y la primavera de 1600, Carlos también ocupó la parte sueca de Estonia, ya que los comandantes del castillo habían mostrado simpatías hacia Segismundo.
La sesión del Parlamento de 1600 que condenó a los seguidores de Segismundo derrocó a este, pero permitió que su hijo Vladislao obtuviese el cetro real a cambio de trasladarse de inmediato a Suecia y convertirse al protestantismo. Cuando Vladislao rehusó las condiciones que se le imponían, Carlos asumió la corona como Carlos IX.
Segismundo no renunciaría nunca a sus reivindicaciones sobre Suecia, y su posición repercutiría en varios conflictos y guerras entre Polonia y Suecia que no finalizarían hasta la Gran Guerra del Norte. Ambos reinos se enfrentarían por la posesión de Livonia y por la influencia en Rusia. Formalmente, Segismundo se anexionó Livonia, pero no pudo arrebatársela completamente a los suecos, pese a las victorias militares que logró, como la Kircholm, en la que el hetman lituano debeló a un ejército sueco en las cercanías de Riga. La contienda continuó sin un vencedor claro hasta 1608, cuando las dos naciones decidieron ponerle fin para intervenir en Rusia.

#### La justicia se vuelve más estricta
En general, los tribunales seculares en Europa durante el comienzo de la Nueva Era en los siglos XVI y XVII comenzaron a utilizar la llamada «ley de Moisés», es decir, un código basado en ciertos parajes de la Biblia. Según la ley mosaica, la brujería y la magia estaban prohibidas, y por ejemplo, la blasfemia, el juramento, la traición a los padres, el perjurio, el asesinato, la exigencia de intereses demasiado altos, el falso testimonio y numerosos delitos sexuales podían ser castigados con la muerte. La ley mosaica se convirtió en una guía general de justicia en el reino sueco en 1608 y permaneció en vigor hasta la nueva ley del reino en 1734. Sin embargo, la ley a menudo no se aplicó en toda su crueldad, y las penas de muerte fueron reemplazadas por penas menores en aproximadamente la mitad de los casos.

### El malestar campesino en elsigloXVIy la guerra de los garrotes
Durante el reinado de Gustavo Vasa, había crecido el malestar entre los campesinos debido tanto al aumento de los impuestos como a la lucha por el poder entre sus hijos. El malestar dio lugar a la guerra de los garrotes entre 1596 y 1597. Terminó de forma sangrienta, con el ejército golpeando a los campesinos de Ostrobothnia y Savonia, que se armaron con garrotes, lanzas y arcos. La rebelión en Finlandia estaba dirigida contra la nobleza en el poder y especialmente contra Klaus Fleming. Los rebeldes buscaron la ayuda del duque Carlos, que había estado tratando de usurpar el trono. Según la investigación actual, las razones de esa rebelión habrían sido las tensionesn que quedaban de la «guerra de los 25 Años», los reveses financieros y el sufrimiento causado por el sistema de campamentos del castillo. Los investigadores no están de acuerdo sobre el efecto que tuvo el hecho de que el duque Karl liderara a los rebeldes contra Klaus Fleming en el estallido de la guerra de los garrotes.

## La era de las grandes potencias (1611-1721)

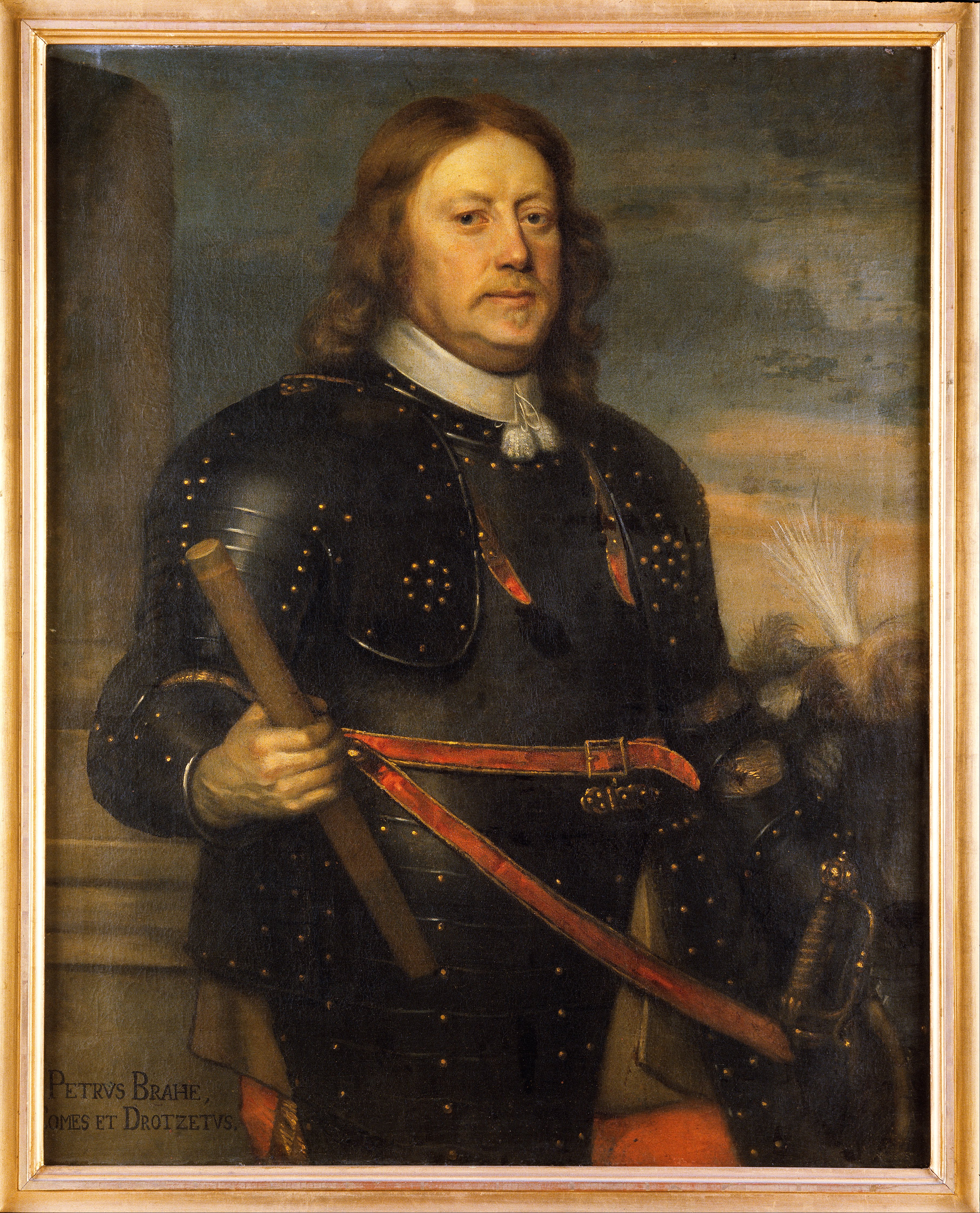
Per Brahe el Joven, quien desarrolló y reformó Finlandia significativamente en el.

### El Tratado de Stolbovo

Desarrollo de Suecia como gran potencia

Entre 1604 y 1611, el duque Carlos de Södermanland fue el rey Carlos IX de Suecia. Durante su reinado, el reino estuvo casi constantemente en guerra con Rusia y con Polonia, especialmente por la posesión de las tierras bálticas de Estonia y Livonia. Además, entre 1611 y 1613 se libró una guerra con Dinamarca, la guerra de Kalmar, que resultó en una derrota para Suecia. Tras la muerte de Carlos IX, su hijo Gustavo II Adolfo heredó el trono. El reino estaba en mal estado y Suecia tuvo que firmar un tratado de paz con Dinamarca en 1613. El Tratado de Stolbovo se firmó con Rusia en 1617, que dio lugar a la anexión a Suecia del condado de Käkisalmi, Nöteborg y parte de Ingria.

### Guerra de los Treinta Años

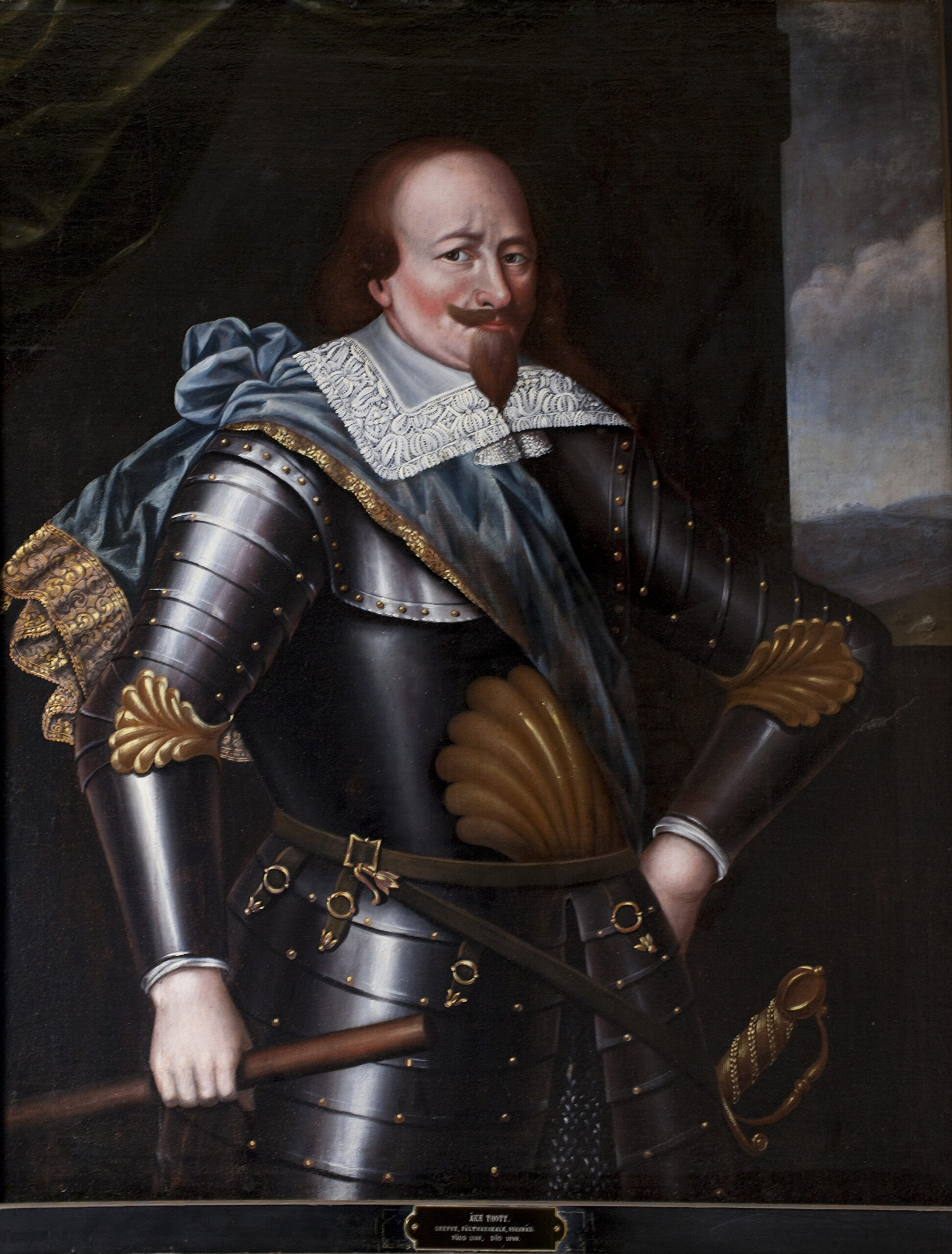
Åke Tott fue un soldado y mariscal de campo finlandés

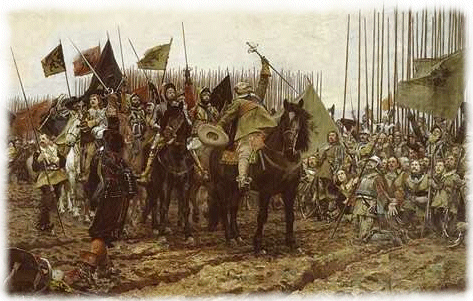
Victoria de Gustavo II Adolfo en la batalla de Breitenfeld en 1631

En el Báltico, Suecia seguía en guerra con Polonia y en 1629 se firmó la tregua temporal de Altmark. En 1630, después de desembarcar en el norte de Alemania, Gustavo II Adolfo se unió a la guerra de los Treinta Años entre el emperador católico y los príncipes protestantes. El objetivo de Suecia en la guerra era apoyar a los protestantes alemanes y fortalecer su propia posición. Sin embargo, Gustavo II Adolfo murió en la batalla de Lützen en 1632 y su hija Cristina de Suecia lo sucedió en el trono cuando todavía era menor de edad. En la práctica, el reino estaba gobernado por un gobierno provisional dirigido por Axel Oxenstierna. En la Paz de Westfalia que puso fin a la guerra de los Treinta Años en 1648, Suecia se aseguró su posición como superpotencia. Sin embargo, la guerra de los Treinta Años y otros conflictos en la era de las superpotencias agotaron gravemente los recursos de Suecia y de Finlandia. Una parte significativa de los campesinos tuvo que servir en el ejército y en la marina, y muchos de ellos murieron en el servicio.

### De las guerras a la era de la paz
Durante el reinado de Cristina (r. 1632-1654), una gran cantidad de tierras fueron entregadas como tierras feudales a la nobleza, que tenía derecho a recaudar impuestos sobre esas tierras, lo que hizo más difícil la posición financiera de la corona. Después de que Cristina renunciara a la corona, Carlos X Gustavo de Suecia la sucedió en el trono y gobernó el reino sueco de 1654 a 1660. Carlos X murió en 1660, y fue sucedido por Carlos XI de Suecia, durante cuyo reinado de 1660 a 1697, se realizó una gran reducción, que devolvió la mayoría de las tierras feudales a la corona. Carlos XI debilitó el poder de la nobleza y gobernó el reino como un autócrata. El reinado de Carlos XI significó un largo período de paz para Finlandia. El clero protestante era responsable de enseñar a leer y escribir al pueblo, y la vida clerical estaba dominada por el purismo religioso. Entre 1695 y 1697 Finlandia fue devastada por la Gran Hambruna, que provocó que una parte importante de la población muriera de hambre y enfermedades.

### La Gran Guerra del Norte (1700-1721)

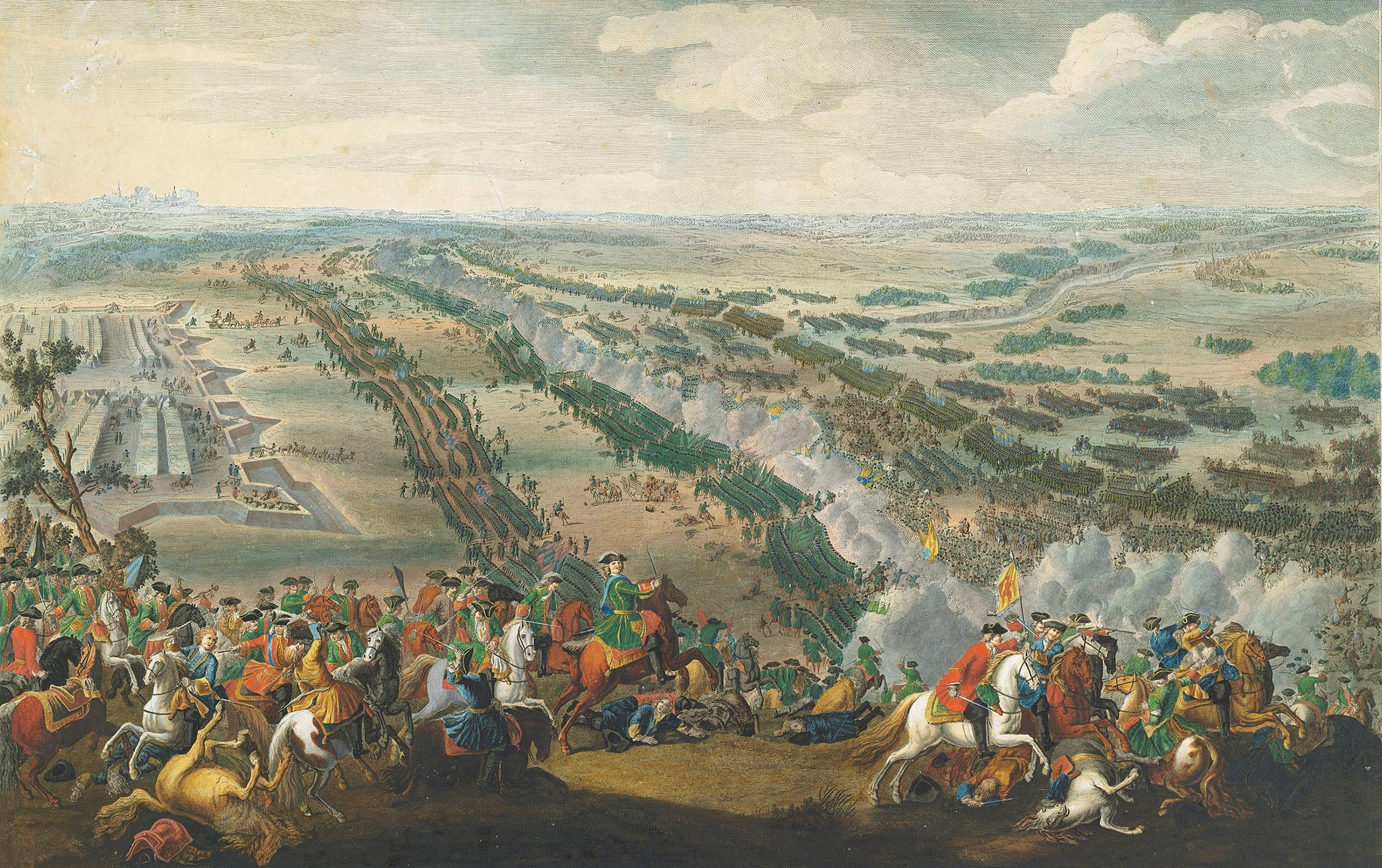
La batalla de Poltava, cuadro de Denis Martens el Joven de 1726

Durante el reinado del sucesor de Carlos XI, Carlos XII de Suecia, estalló en 1700 la Gran Guerra del Norte, que hizo que Suecia perdiera su posición de superpotencia. La causa de la guerra fue una alianza contra Suecia hecha por sus enemigos Dinamarca, Rusia, Polonia y Sajonia. En el Tratado de Stolbovo de 1617, Rusia había perdido su conexión con el mar Báltico. El zar Pedro el Grande, de mentalidad renovadora, trató de reabrir una conexión con el mar Báltico para Rusia, de modo que sus conexiones y comercio con Europa occidental fueran más fáciles.
Aunque Carlos XII logró vencer a Dinamarca, a las tropas atacantes rusas (en la batalla de Narva) y a Polonia, cada uno a su vez, los suecos finalmente sufrieron una derrota decisiva ante los rusos en la batalla de Poltava en 1709. Después de esto, el rey huyó a Turquía y el reino quedó abierto a un ataque enemigo. Víborg fue conquistada en 1710, y los rusos ocuparon el resto de Finlandia después de la batalla de Pälkäne en Pälkäne, la batalla de Storkyro en Ostrobotnia y la batalla de Gangut frente a Hanko en 1714. El período de invasión rusa de 1714 a 1721 se llama comúnmente la Gran Ira. El período de ocupación fue destructivo para Finlandia. Miles de personas murieron y aún más fueron enviadas a Rusia, y una gran parte de los funcionarios y del clero del país huyeron a Suecia. 
La Gran Guerra del Norte y la Gran Ira terminaron en el Tratado de Nystad que se concluyó entre Suecia y Rusia el 30 de agosto de 1721 en la ciudad finlandesa de Nystad. Suecia tuvo que ceder partes de los condados Víborg y Kexholm y toda Ingermanland, Estonia (con las islas de Ösel y Dagö) y Livonia a Rusia. La frontera entre Suecia y Rusia llegó a trazarse aproximadamente donde se encuentra hoy la frontera entre Finlandia y Rusia. La parte de Carelia anexada a Rusia se llama comúnmente la Vieja Finlandia. La paz de Nystad es, junto con la paz de Fredrikshamn de 1809, la paz más dura que Suecia ha firmado desde finales de la Edad Media. Significó el fin definitivo como gran potencia del imperio sueco y que Rusia se convirtiera en la primera potencia en torno al mar Báltico. La pérdida del granero de Livonia fue especialmente grave. La paz de Nystad también marcó el fin de las hostilidades de Suecia con Polonia, que duraban desde 1561. Sin embargo, la paz con Polonia no se concluyó oficialmente hasta 1732 mediante la declaración con Polonia .
Los rusos también esclavizaron a veces a grandes partes de la población finlandesa, tanto suecos como finlandeses. Los niños suecos eran elogiados por su alto nivel de alfabetización y casi todos los esclavos suecos sabían leer. Los nobles rusos y otomanos los consideraban bienes de lujo por sus hermosos ojos y el cabello rubio. La esclavitud fue prohibida en Suecia en el siglo XIV. Pero el sistema de gobierno primitivo en Rusia permitía que la esclavitud siguiera siendo económicamente viable. Durante las guerras suecas y rusas, los finlandeses fueron vendidos frecuentemente como esclavos por los cosacos rusos. Debido al estado sueco, a la moral más elevada y a la presión política con respecto a la esclavitud apareció una demanda para detener el comercio de esclavos finlandeses y suecos en Rusia entre los nobles rusos.
Carlos XII también hablaba algo de finlandés con la parte finlandesa del ejército sueco.

### Propuestas sobre la sueificación de Finlandia
Durante la Gran Guerra del Norte, el profesor Israel Nesselius de la Academia de Turku escribió varios artículos sobre el destino del idioma finlandés. En uno de sus artículos, propuso la sueificación de Finlandia mediante la enseñanza del idioma sueco a la población de Finlandia y el traslado de más población de Suecia para fortalecer y expandir la población sueca. Pensó que el idioma finlandés era tan peculiar que solo un par de aldeas en la frontera con Laponia deberían poder mantener su idioma. Según Nesselius, esto podría solucionarse llevando reclutas del ejército de Escania como inmigrantes a Finlandia para defender el país contra los ataques rusos. A cambio, los soldados finlandeses podrían ser trasladados a Escania como agricultores y para defender la frontera contra Dinamarca. También debería eliminarse la costumbre finlandesa de la sauna —«ese baño de sauna constante»— ya que se desperdiciaba leña y era diferente de las costumbres suecas.
En el siglo XVIII se habló de la posibilidad de llevar población sueca como inmigrantes a Finlandia en un contexto diferente. La idea era resolver dos problemas. Por un lado, se abordaría el problema de las zonas superpobladas, como el condado de Dalarna. Por otro lado, se podría extender la agricultura a las zonas escasamente pobladas de Finlandia. El funcionario y economista sueco Ulrik Rudenschöld especificó en 1738 que este tipo de migración ayudaría a desarrollar el bilingüismo en las partes orientales del reino.
En la Dieta de 1738, el presidente de la corte, Samuel Åkerhielm el Joven inició un debate sobre las lenguas en el marco de la gran corte secreta. Según Åkerhielm, se exageraba la peculiaridad de la parte oriental del reino y el uso del finés era un problema menor de lo que se había afirmado. Según él, era una falta de visión exigir el conocimiento de ambas lenguas para obtener puestos oficiales en las partes orientales del reino. Si para los puestos en las partes orientales del reino se exigía el conocimiento del finés, lo que en la práctica significaba haber nacido en Finlandia, el mismo requisito debía exigirse también en las partes occidentales del reino. Consideraba que esto causaba envidia y creaba una brecha entre «nuestras dos naciones», lo que perjudicaría al reino. Sin embargo, consideraba que era un hecho incambiable que la gente del reino hablara dos idiomas diferentes. Jakob Faggot continuó con el mismo pensamiento en su carta de 1745, pero según él, al pueblo finlandés se le debía enseñar sueco para que pudieran llegar a ser tan buenos suecos en su idioma como lo eran en su mente.
La Dieta de 1746-1747 consideró favorable el aumento del uso de la lengua sueca en Finlandia, que se consideraba un «fortalecimiento de la confianza entre los dos pueblos», pero incluso los partidarios de esta medida consideraban imposible su realización práctica.

## La era de la libertad y la era gustaviana (1721-1809)

### El poder lejos del rey

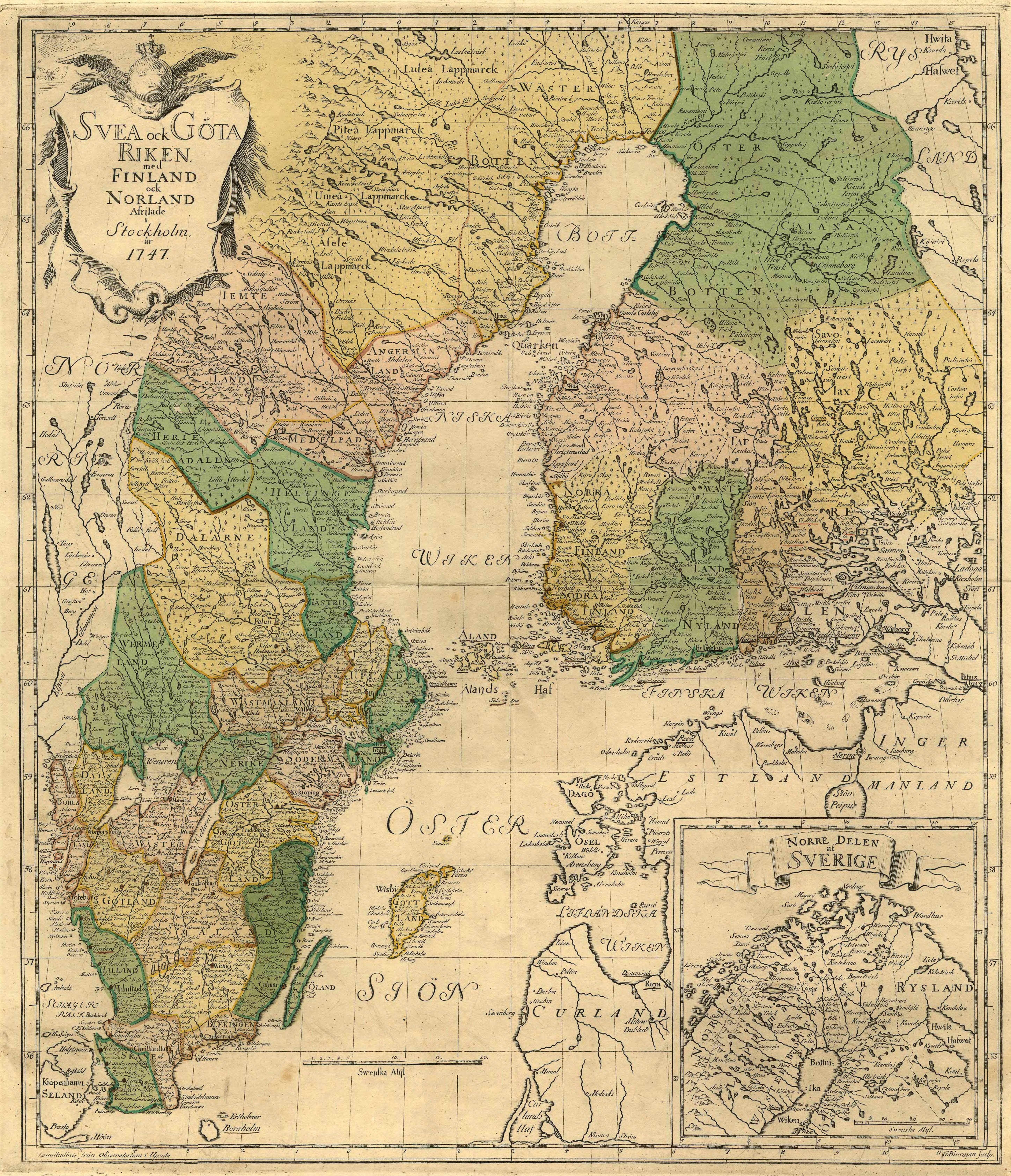
Suecia (Svealand, Götaland, Norland y Finlandia) después del Tratado de Turku, mapa de 1747

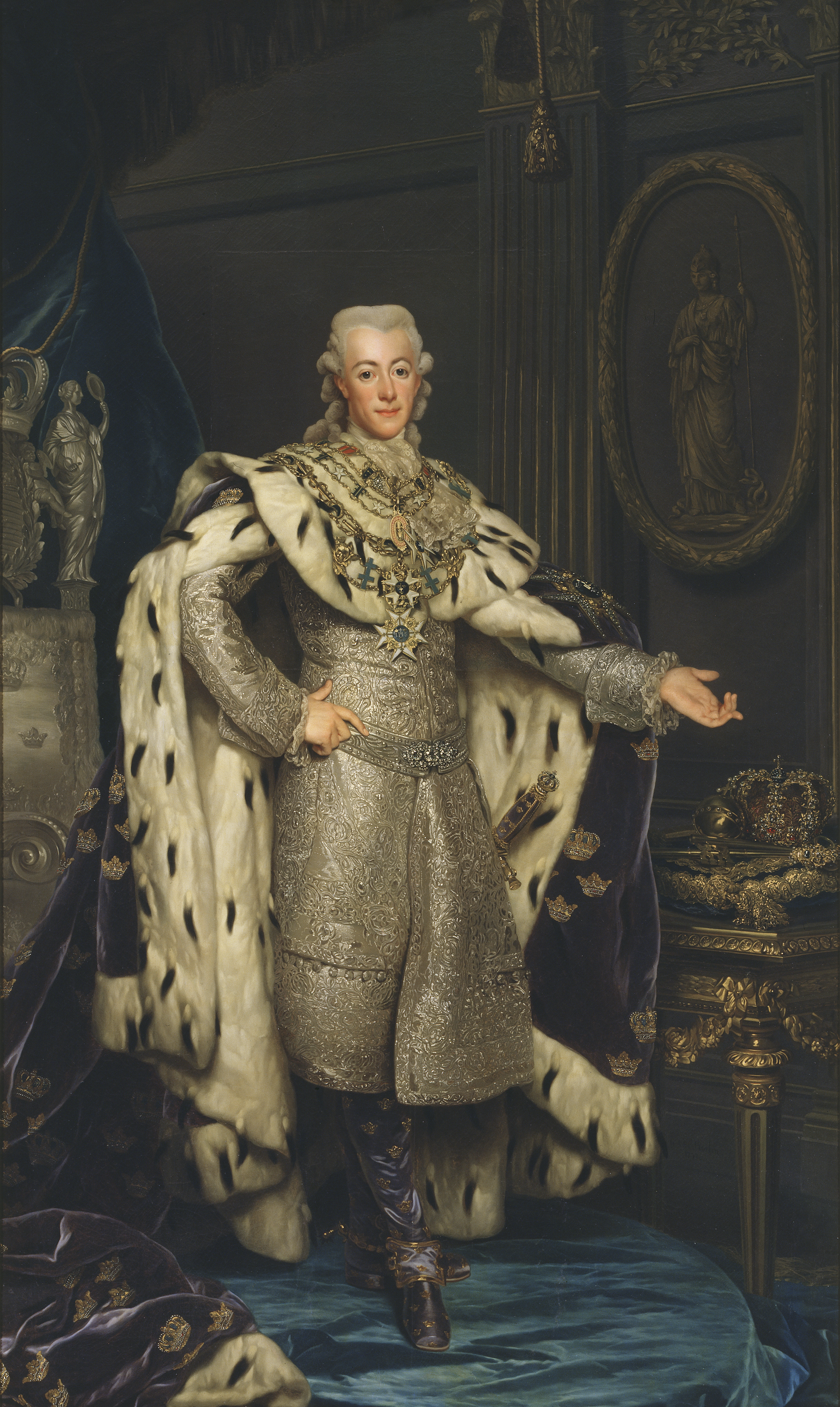
Gustavo III de Suecia

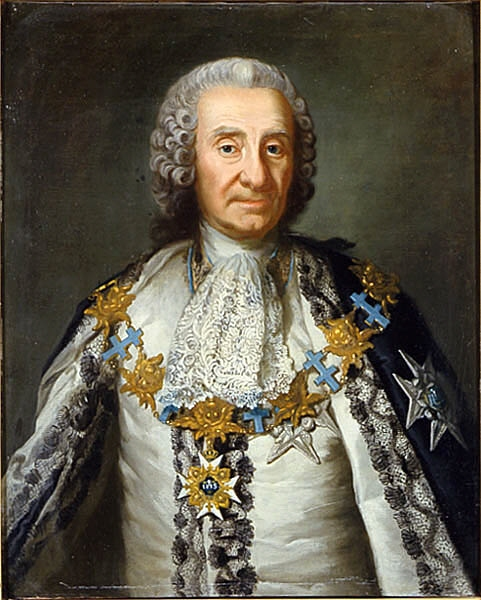
Gustaf Fredrik von Rosen (1688–1769), miembro del Partido de los Sombreros, sirvió como el último Gobernador General de Finlandia entre 1747 y 1753.

En el reino sueco, después de Carlos XII, los estamentos le arrebataron el poder al rey en los gobiernos de 1719 y 1720 y la era de la autocracia dio paso a la era del gobierno estamental (conocida como la «Era de la Libertad»). La economía y la ciencia progresaron durante este periodo, pero por otro lado, la política de poder entre los partidos causó problemas. Francia y Rusia ganaron influencia en Suecia financiando partidos rivales, que se llamaban los Gorros y los Sombreros.
El finés se convirtió en lengua oficial de la administración sueca en el Código Civil de 1734. De esta forma, los parlamentarios finlandeses monolingües siempre podían utilizar traductores suecos en el Riksdag de los Estados y utilizar el finés con los administradores locales. Fue una nueva reforma liberal realizada para modernizar el estado sueco. La reforma había sido propuesta a principios del siglo XVIII, pero la invasión de Finlandia por parte de Rusia retrasó al gobierno sueco la aprobación de la nueva ley hasta 1734. La ley es también la ley más antigua que todavía se utiliza parcialmente tanto en Finlandia como en Suecia. Fue la primera vez en la historia de Suecia y de Finlandia en que el rey y el Riksdag crearon un código legal unitario que se aplicaba a todo el país. También se tradujo al finés para que los hablantes de finés lo entendieran.

### La guerra de los sombreros
El ascenso del partido de los Sombreros al poder en la dieta de 1738-1739 condujo a una política exterior rusófoba, que fue una desventaja para Finlandia. Una guerra de ataque contra Rusia, conocida como la guerra de los Sombreros, estalló en 1741. Suecia sufrió una derrota en la batalla de Lappeenranta en el mismo año, y las etapas posteriores de la guerra no le fueron mejor. En 1742, el ejército sueco se retiró ante un ataque ruso y se rindió. Rusia ocupó Finlandia nuevamente entre 1742 y 1743. Este período de ocupación se conoce como la «Ira Menor» (en finés: pikkuviha, en sueco: lilla ofreden). La emperatriz rusa Isabel difundió un manifiesto en 1742, instando a los finlandeses a abandonar Suecia y a formar un estado autónomo protegido por Rusia. Sin embargo, después de la ocupación de Finlandia, las promesas de autonomía cesaron. La ocupación terminó con el Tratado de Åbo. La ocupación durante la Ira Menor no causó tanto daño como la Ira Mayor, más larga y violenta, de un par de décadas antes.

### Pensamientos en la nueva era

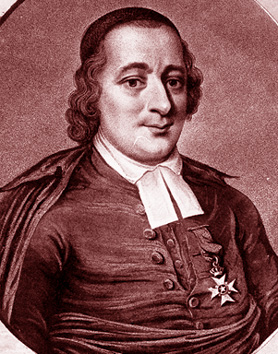
Anders Chydenius, sacerdote sueco-finlandés y miembro del Riksdag sueco

Después de la guerra, los principios mercantilistas en el comercio hicieron que los beneficios financieros del alquitrán y de la construcción naval se quedaran en Estocolmo. En 1760, Anders Chydenius, el vicario de Kokkola, comenzó a exigir libertad de comercio y de expresión. Durante las últimas décadas del siglo XVIII, el interés por la historia y la poesía nacional finlandesas surgió en la Real Academia de Turku, especialmente debido a Henrik Gabriel Porthan, el «padre de la historia finlandesa». De los investigadores, Eino Jutikkala dice: «La gente de varias regiones y de varios estados en Finlandia a finales del siglo XVIII se consideraba conscientemente finlandesa en oposición a los suecos que vivían al otro lado del mar».
El clero sueco exigía la alfabetización universal. Finlandia y Suecia tenían las tasas de alfabetización más altas en comparación con otras naciones europeas debido a que los sacerdotes luteranos exigían a los alumnos y agricultores que leyeran la Biblia, lo que condujo a un rápido desarrollo de las habilidades de lectura. Ya en la década de 1660, las clases de las escuelas religiosas podían leer con buenas puntuaciones para la época en comparación con otras naciones europeas. Carlos XI de Suecia creía que un hombre analfabeto nunca podría convertirse en miembro de pleno derecho de la iglesia sueca. Por lo tanto, nunca podría unirse a la iglesia y nunca se casaría si no fuera miembro de la iglesia. En los exámenes oficiales de Carl av Forsell de Finlandia y Suecia, encontró que un alto nivel de alfabetización era una parte esencial de la educación religiosa para los plebeyos en ambos países en 1833. Los primeros documentos finlandeses solo comenzaron a aparecer a fines del siglo XVIII.

### El reinado turbulento de Gustavo III (1771-1792)
En 1772, ya con Gustavo III de Suecia (r. 1771-1792) en el poder, se redactó una nueva constitución, la constitución sueca de 1772 que devolvía el poder al rey. La época intentó deshacerse del mercantilismo. La libertad de expresión y la libertad de religión se expandieron. Los oficiales finlandeses confiaban menos en el rey, porque la nobleza perdió su poder ante el rey, que contaba con el apoyo del pueblo. Algunos soldados de alto rango se trasladaron a servir en Rusia. Finlandia también obtuvo un grado de autonomía durante este año, recibiendo su propia asamblea.
Entre 1788 y 1790 se libró la llamada Guerra de Gustavo III, iniciada por Gustavo III, entre Suecia y Rusia. Suecia también se enfrentó a Dinamarca. Los oficiales de la conspiración de Anjala, entre otros, se opusieron a la guerra. A pesar de una decisiva victoria naval en la batalla de Svensksund, Suecia no obtuvo nuevos territorios en el Tratado de Värälä. La Ley de Unión y Seguridad de 1789 fortaleció aún más el poder del rey. Con la guerra, la nobleza se volvió aún más amarga hacia el rey, y esto finalmente llevó al asesinato del rey en 1792.

### Suecia pierde Finlandia
La guerra de Finlandia se libró entre 1808 y 1809 entre Rusia y Suecia. El motivo de la guerra fueron los Tratados de Tilsit firmados entre Rusia y Francia el 7 de julio de 1807. En los tratados, Francia y Rusia se habían convertido en aliados y Rusia había prometido presionar, con la fuerza armada si fueera necesario, a Suecia y a otros países para que se unieran al Sistema Continental contra el Reino Unido, un embargo que Francia habría utilizado para fortalecer su posición frente al poder marítimo británico.
El último gran duque de Finlandia durante la era sueca fue el segundo hijo de Gustavo IV Adolfo, Karl Gustaf, que nació en 1802 y murió siendo un bebé en 1805. Gustavo IV Adolfo de Suecia, el último rey sueco de Finlandia, irónicamente fue uno de los pocos reyes suecos que aprendió finlandés. También se hizo popular entre la gente de Finlandia cuando tenía nueve años y habló finlandés con los finlandeses locales durante su visita a Finlandia. Gustav viajó a Finlandia en varias vacaciones debido a su amplio conocimiento del idioma. Pero fue considerado un gobernante incompetente en lo que respecta a la política internacional y su gestión de las Fuerzas Armadas de Suecia.

## La actitud sueca hacia Finlandia
Los suecos pensaban que Finlandia estaba muy lejos del centro del poder y de Estocolmo. Desde el punto de vista de Estocolmo, los habitantes de la parte oriental del reino eran vistos como «la gente de ese país». Las cartas reales sobre asuntos relacionados con Finlandia decían que se había reunido información «de esa zona» y que la gente venía de Finlandia «aquí a Suecia». Los terratenientes de Finlandia podían ser llamados a venir «aquí a Suecia». La gente que terminaba en Finlandia desde Suecia sentía que había llegado a un entorno extraño y extranjero. Por ejemplo, las tropas de Småland estacionadas en Víborg se rebelaron en 1754 porque no habían recibido los beneficios que generalmente se daban a las tropas suecas estacionadas en el extranjero. También sentían que no estaban obligados a defender Finlandia porque no era su país de origen. El gobernador general Niels Bielke, que había llegado a Turku en la década de 1620 para fortalecer el gobierno del poder central, describió a Finlandia como una tierra repulsiva de bárbaros, y el obispo Isaacus Rothovius sintió que estaba «en medio de escorpiones y bárbaros».[cita requerida]
El profesor Michael Gyldenstolpe, que se había mudado de Växjö a Turku en 1640, escribió repetidamente a Per Brahe el Joven que, como smålandés, era «un extranjero en este país» y que lamentaba «el momento en que llegó a este país». Carl Johan Ljunggren, que había servido en el regimiento de Västmanland en la guerra finlandesa en 1808, describió a la gente de habla sueca de la costa como similar a la gente común de Suecia, pero a los campesinos del interior del país como repulsivos y maleducados. Llevaban gorras en forma de cúpula en la cabeza y botas de cuero en los pies. Vivir en cabañas de humo había hecho que su piel tuviera un tono marrón sucio y hablaban «una jerga incomprensible».
Durante el período posterior a la pérdida del gran estatus de potencia sueca y debido al crecimiento potencial del nacionalismo finlandés, surgió entre los nobles e historiadores suecos la necesidad de una identidad sueca y finlandesa común. En lugar de tratar a la cultura y a la historia finlandesas como inferiores, los historiadores y nobles suecos buscaron hacer que la cultura finlandesa pareciera más conectada con la historia de Suecia. El estado sueco (durante el período) defendió que los finlandeses eran los habitantes originales de Suecia. Según Johannes Messenius, un rey finlandés había sido el primer monarca en gobernar Escandinavia. Esta tesis de que los finlandeses fueron los primeros en gobernar Escandinavia se lanzó durante el siglo XVI, como se mencionó anteriormente, esto fue para crear una identidad combinada finlandesa y sueca. Esta idea entró en conflicto con el consenso histórico anterior que dictaminó que los suecos se establecieron en Escandinavia antes de que llegaran los finlandeses.
El primer rey de Escandinavia fue supuestamente (según Messenius) el primer monarca de la dinastía Fornjót. Este primer rey era de ascendencia finlandesa. Finlandia fue el primer reino de Escandinavia según Sven Lagerbring y Johan Ihre.
Los historiadores y políticos suecos durante la era de las grandes potencias intentaron hacer que Suecia pareciera más prestigiosa. Se consideró que estar conectado con un pasado grande y glorioso era de gran importancia. El hecho de que los suecos y los finlandeses estuvieran relacionados con pueblos antiguos con una historia orgullosa fue inventado para que Suecia pareciera más prestigiosa entre los nobles extranjeros.
Los historiadores suecos creían que los finlandeses todavía hablaban hebreo y se los consideraba una tribu perdida de Israel. Olof von Dalin en el siglo XVIII fue uno de los defensores de que los finlandeses fueran una tribu perdida escita, hebrea griega. Von Dalin afirmó en 1732: «son una mezcla de escitas, griegos y hebreos». Los finlandeses habrían sido los creadores de la primera civilización avanzada según algunos historiadores suecos. Describe a los finlandeses como gente sencilla que vive vidas sencillas pero que están lo más cerca de Dios que pueden estar: muy felices y satisfechos con su vida fácil y su cercanía a la naturaleza y a Dios. Von Dalin también afirmana que los finlandeses eran tan rápidos como los troles en sus esquís y se movían increíblemente rápido, pero que su estilo de vestir parece algo salvaje en comparación con los suecos, lo que los hace parecer troles.
Según von Dalin, las élites finlandesas y suecas ya tenían estrechos vínculos de amistad antes de las cruzadas bálticas, pero también lucharon en algunas guerras. Los neuer o fineses, los primeros habitantes de Escandinavia, según Dalin ya tenían un reino finlandés independiente con sus propias cortes y reyes antes de que se creara el reino de la Antigua Uppsala. Los finlandeses, según von Dalin, participaron en la migración goda de Suecia al imperio romano, cuando los gautas orientales, junto con los fineses, formaron los antepasados de la migración goda desde Suecia.
Este noble pasado finlandés también fue creado por una necesidad geopolítica de crear una identidad común entre suecos y finlandeses contra Rusia. La idea de que los finlandeses eran una tribu perdida de Israel se convirtió en un consenso entre los historiadores suecos. El idioma finlandés era hebreo antiguo según el sacerdote sueco Olof Rudbeck. El finlandés también estaba relacionado, según Rudbeck, con el idioma godo. La idea de que el finlandés era hebreo antiguo pronto tuvo apoyo entre muchos historiadores suecos. El despertar nacionalista alemán afirmó que los pueblos germánicos o sueones constituyeron la mayor parte de la civilización sueca temprana. Fue rechazado por los historiadores suecos dominantes, lo que significaba que fueron las tribus finlandesas las primeras en llegar a Suecia. La idea de que el finlandés era hebreo fue abandonada más tarde por la mayoría de los historiadores dominantes, aunque algunos se aferraron a la teoría. Pero los finlandeses fueron los primeros en llegar a Suecia.
Cuando Finlandia se perdió, las ideas de que los finlandeses eran la población nativa original de Suecia y una tribu perdida de Israel se abandonaron gradualmente. Se abandonó porque ya no había beneficios geopolíticos para construir una identidad común. Comenzaron a desarrollarse nuevas ideas; en lugar de que los suecos se mezclaran con los pueblos fineses, surgió la idea de que los suecos estaban completamente limpios culturalmente tanto en historia como en arqueología. Especialmente debido a la historia vikinga compartida con Noruega y Dinamarca, después de la Unión entre Suecia y Noruega, los intereses en recuperar Finlandia terminaron. Los hallazgos arqueológicos samis y finlandeses en Suecia comenzaron a ser negados a pesar de que habían sido ampliamente examinados y estudiados antes. A pesar de que había rastros claros de tribus finesas en algunas partes de Suecia, los arqueólogos terminaron su investigación sobre la historia finlandesa en Suecia. Algo de amargura en Suecia permaneció en la esperanza de recuperar Finlandia en una guerra con Rusia, pero la idea del escandinavismo o la unificación escandinava como en la unificación de Alemania y la unificación de Italia comenzó a desarrollarse entre las poblaciones de habla nórdica en Escandinavia en el siglo XIX.